# Llista d'asteroides (197001-198000)
Llista d'asteroides del 197001 al 198000, amb data de descoberta i descobridor. És un fragment de la llista d'asteroides completa. Als asteroides se'ls dona un número quan es confirma la seva òrbita, per tant apareixen llistats aproximadament segons la data de descobriment.
Contingut: 197001... 197101... 197201... 197301... 197401... 197501... 197601... 197701... 197801... 197901... 

| Nom           | Designació provisional | Data de descobriment   | Lloc de descobriment | Descobridor/s                   |
| 197001-197100 | 197001-197100          | 197001-197100          | 197001-197100        | 197001-197100                   |
| ------------- | ---------------------- | ---------------------- | -------------------- | ------------------------------- |
| 197001 -      | 2003 UH96              | 18 d'octubre de 2003   | Kitt Peak            | Spacewatch                      |
| 197002 -      | 2003 UV96              | 19 d'octubre de 2003   | Socorro              | LINEAR                          |
| 197003 -      | 2003 UN97              | 19 d'octubre de 2003   | Kitt Peak            | Spacewatch                      |
| 197004 -      | 2003 UT97              | 19 d'octubre de 2003   | Kitt Peak            | Spacewatch                      |
| 197005 -      | 2003 UY97              | 19 d'octubre de 2003   | Kitt Peak            | Spacewatch                      |
| 197006 -      | 2003 UZ97              | 19 d'octubre de 2003   | Kitt Peak            | Spacewatch                      |
| 197007 -      | 2003 UB99              | 19 d'octubre de 2003   | Kitt Peak            | Spacewatch                      |
| 197008 -      | 2003 UO100             | 19 d'octubre de 2003   | Haleakala            | NEAT                            |
| 197009 -      | 2003 UZ100             | 20 d'octubre de 2003   | Palomar              | NEAT                            |
| 197010 -      | 2003 UB101             | 20 d'octubre de 2003   | Palomar              | NEAT                            |
| 197011 -      | 2003 UC101             | 20 d'octubre de 2003   | Palomar              | NEAT                            |
| 197012 -      | 2003 UG102             | 20 d'octubre de 2003   | Socorro              | LINEAR                          |
| 197013 -      | 2003 UU102             | 20 d'octubre de 2003   | Kitt Peak            | Spacewatch                      |
| 197014 -      | 2003 UC103             | 20 d'octubre de 2003   | Kitt Peak            | Spacewatch                      |
| 197015 -      | 2003 UD103             | 20 d'octubre de 2003   | Kitt Peak            | Spacewatch                      |
| 197016 -      | 2003 UY104             | 18 d'octubre de 2003   | Kitt Peak            | Spacewatch                      |
| 197017 -      | 2003 UL105             | 18 d'octubre de 2003   | Kitt Peak            | Spacewatch                      |
| 197018 -      | 2003 UL106             | 18 d'octubre de 2003   | Kitt Peak            | Spacewatch                      |
| 197019 -      | 2003 US107             | 19 d'octubre de 2003   | Kitt Peak            | Spacewatch                      |
| 197020 -      | 2003 UV107             | 19 d'octubre de 2003   | Kitt Peak            | Spacewatch                      |
| 197021 -      | 2003 UR112             | 20 d'octubre de 2003   | Socorro              | LINEAR                          |
| 197022 -      | 2003 UY113             | 20 d'octubre de 2003   | Socorro              | LINEAR                          |
| 197023 -      | 2003 UZ114             | 20 d'octubre de 2003   | Kitt Peak            | Spacewatch                      |
| 197024 -      | 2003 UG116             | 21 d'octubre de 2003   | Socorro              | LINEAR                          |
| 197025 -      | 2003 UX120             | 18 d'octubre de 2003   | Kitt Peak            | Spacewatch                      |
| 197026 -      | 2003 UY122             | 19 d'octubre de 2003   | Palomar              | NEAT                            |
| 197027 -      | 2003 UA124             | 20 d'octubre de 2003   | Palomar              | NEAT                            |
| 197028 -      | 2003 UJ124             | 20 d'octubre de 2003   | Palomar              | NEAT                            |
| 197029 -      | 2003 UA125             | 20 d'octubre de 2003   | Kitt Peak            | Spacewatch                      |
| 197030 -      | 2003 UM126             | 20 d'octubre de 2003   | Palomar              | NEAT                            |
| 197031 -      | 2003 UK128             | 21 d'octubre de 2003   | Palomar              | NEAT                            |
| 197032 -      | 2003 UZ129             | 18 d'octubre de 2003   | Palomar              | NEAT                            |
| 197033 -      | 2003 UB131             | 19 d'octubre de 2003   | Palomar              | NEAT                            |
| 197034 -      | 2003 UP131             | 19 d'octubre de 2003   | Palomar              | NEAT                            |
| 197035 -      | 2003 UG132             | 19 d'octubre de 2003   | Palomar              | NEAT                            |
| 197036 -      | 2003 UQ132             | 19 d'octubre de 2003   | Palomar              | NEAT                            |
| 197037 -      | 2003 UG133             | 20 d'octubre de 2003   | Palomar              | NEAT                            |
| 197038 -      | 2003 UC134             | 20 d'octubre de 2003   | Palomar              | NEAT                            |
| 197039 -      | 2003 UH134             | 20 d'octubre de 2003   | Palomar              | NEAT                            |
| 197040 -      | 2003 UO135             | 21 d'octubre de 2003   | Anderson Mesa        | LONEOS                          |
| 197041 -      | 2003 UP135             | 21 d'octubre de 2003   | Palomar              | NEAT                            |
| 197042 -      | 2003 UW135             | 21 d'octubre de 2003   | Palomar              | NEAT                            |
| 197043 -      | 2003 UD137             | 21 d'octubre de 2003   | Socorro              | LINEAR                          |
| 197044 -      | 2003 UZ137             | 21 d'octubre de 2003   | Socorro              | LINEAR                          |
| 197045 -      | 2003 UC139             | 16 d'octubre de 2003   | Palomar              | NEAT                            |
| 197046 -      | 2003 UE140             | 16 d'octubre de 2003   | Anderson Mesa        | LONEOS                          |
| 197047 -      | 2003 UN140             | 16 d'octubre de 2003   | Anderson Mesa        | LONEOS                          |
| 197048 -      | 2003 UO140             | 16 d'octubre de 2003   | Anderson Mesa        | LONEOS                          |
| 197049 -      | 2003 UT141             | 18 d'octubre de 2003   | Anderson Mesa        | LONEOS                          |
| 197050 -      | 2003 UW142             | 18 d'octubre de 2003   | Anderson Mesa        | LONEOS                          |
| 197051 -      | 2003 UD143             | 18 d'octubre de 2003   | Anderson Mesa        | LONEOS                          |
| 197052 -      | 2003 UK145             | 18 d'octubre de 2003   | Anderson Mesa        | LONEOS                          |
| 197053 -      | 2003 UH147             | 18 d'octubre de 2003   | Anderson Mesa        | LONEOS                          |
| 197054 -      | 2003 UH149             | 20 d'octubre de 2003   | Socorro              | LINEAR                          |
| 197055 -      | 2003 UC150             | 20 d'octubre de 2003   | Socorro              | LINEAR                          |
| 197056 -      | 2003 UJ150             | 20 d'octubre de 2003   | Socorro              | LINEAR                          |
| 197057 -      | 2003 UC151             | 21 d'octubre de 2003   | Kitt Peak            | Spacewatch                      |
| 197058 -      | 2003 UV152             | 21 d'octubre de 2003   | Socorro              | LINEAR                          |
| 197059 -      | 2003 UZ153             | 19 d'octubre de 2003   | Kitt Peak            | Spacewatch                      |
| 197060 -      | 2003 UK154             | 20 d'octubre de 2003   | Palomar              | NEAT                            |
| 197061 -      | 2003 UN157             | 20 d'octubre de 2003   | Palomar              | NEAT                            |
| 197062 -      | 2003 UU157             | 20 d'octubre de 2003   | Kitt Peak            | Spacewatch                      |
| 197063 -      | 2003 UO158             | 20 d'octubre de 2003   | Kitt Peak            | Spacewatch                      |
| 197064 -      | 2003 UB159             | 20 d'octubre de 2003   | Kitt Peak            | Spacewatch                      |
| 197065 -      | 2003 UK160             | 21 d'octubre de 2003   | Kitt Peak            | Spacewatch                      |
| 197066 -      | 2003 UO160             | 21 d'octubre de 2003   | Kitt Peak            | Spacewatch                      |
| 197067 -      | 2003 UJ161             | 21 d'octubre de 2003   | Anderson Mesa        | LONEOS                          |
| 197068 -      | 2003 UN162             | 21 d'octubre de 2003   | Socorro              | LINEAR                          |
| 197069 -      | 2003 UM163             | 21 d'octubre de 2003   | Socorro              | LINEAR                          |
| 197070 -      | 2003 UN163             | 21 d'octubre de 2003   | Socorro              | LINEAR                          |
| 197071 -      | 2003 UQ163             | 21 d'octubre de 2003   | Socorro              | LINEAR                          |
| 197072 -      | 2003 UJ167             | 22 d'octubre de 2003   | Socorro              | LINEAR                          |
| 197073 -      | 2003 UV168             | 22 d'octubre de 2003   | Socorro              | LINEAR                          |
| 197074 -      | 2003 UU169             | 22 d'octubre de 2003   | Kitt Peak            | Spacewatch                      |
| 197075 -      | 2003 UE170             | 22 d'octubre de 2003   | Kitt Peak            | Spacewatch                      |
| 197076 -      | 2003 UK172             | 20 d'octubre de 2003   | Socorro              | LINEAR                          |
| 197077 -      | 2003 UR173             | 20 d'octubre de 2003   | Kitt Peak            | Spacewatch                      |
| 197078 -      | 2003 UT174             | 21 d'octubre de 2003   | Kitt Peak            | Spacewatch                      |
| 197079 -      | 2003 UU174             | 21 d'octubre de 2003   | Kitt Peak            | Spacewatch                      |
| 197080 -      | 2003 UY176             | 21 d'octubre de 2003   | Palomar              | NEAT                            |
| 197081 -      | 2003 UF177             | 21 d'octubre de 2003   | Palomar              | NEAT                            |
| 197082 -      | 2003 UR177             | 21 d'octubre de 2003   | Palomar              | NEAT                            |
| 197083 -      | 2003 UY178             | 21 d'octubre de 2003   | Palomar              | NEAT                            |
| 197084 -      | 2003 UF179             | 21 d'octubre de 2003   | Socorro              | LINEAR                          |
| 197085 -      | 2003 UK179             | 21 d'octubre de 2003   | Socorro              | LINEAR                          |
| 197086 -      | 2003 UE182             | 21 d'octubre de 2003   | Palomar              | NEAT                            |
| 197087 -      | 2003 UG182             | 21 d'octubre de 2003   | Palomar              | NEAT                            |
| 197088 -      | 2003 UH182             | 21 d'octubre de 2003   | Palomar              | NEAT                            |
| 197089 -      | 2003 UO182             | 21 d'octubre de 2003   | Palomar              | NEAT                            |
| 197090 -      | 2003 UV182             | 21 d'octubre de 2003   | Palomar              | NEAT                            |
| 197091 -      | 2003 UO183             | 21 d'octubre de 2003   | Palomar              | NEAT                            |
| 197092 -      | 2003 UX183             | 21 d'octubre de 2003   | Palomar              | NEAT                            |
| 197093 -      | 2003 UY184             | 21 d'octubre de 2003   | Palomar              | NEAT                            |
| 197094 -      | 2003 UC186             | 22 d'octubre de 2003   | Socorro              | LINEAR                          |
| 197095 -      | 2003 UW187             | 22 d'octubre de 2003   | Socorro              | LINEAR                          |
| 197096 -      | 2003 UB189             | 22 d'octubre de 2003   | Kitt Peak            | Spacewatch                      |
| 197097 -      | 2003 UX189             | 22 d'octubre de 2003   | Kitt Peak            | Spacewatch                      |
| 197098 -      | 2003 UU190             | 23 d'octubre de 2003   | Anderson Mesa        | LONEOS                          |
| 197099 -      | 2003 UZ190             | 23 d'octubre de 2003   | Anderson Mesa        | LONEOS                          |
| 197100 -      | 2003 UA192             | 23 d'octubre de 2003   | Anderson Mesa        | LONEOS                          |
| 197101-197200 |                        |                        |                      |                                 |
| 197101 -      | 2003 UF192             | 23 d'octubre de 2003   | Anderson Mesa        | LONEOS                          |
| 197102 -      | 2003 UC193             | 20 d'octubre de 2003   | Kitt Peak            | Spacewatch                      |
| 197103 -      | 2003 UQ193             | 20 d'octubre de 2003   | Socorro              | LINEAR                          |
| 197104 -      | 2003 UD195             | 20 d'octubre de 2003   | Kitt Peak            | Spacewatch                      |
| 197105 -      | 2003 UW195             | 20 d'octubre de 2003   | Kitt Peak            | Spacewatch                      |
| 197106 -      | 2003 UK198             | 21 d'octubre de 2003   | Kitt Peak            | Spacewatch                      |
| 197107 -      | 2003 UR198             | 21 d'octubre de 2003   | Kitt Peak            | Spacewatch                      |
| 197108 -      | 2003 UP202             | 21 d'octubre de 2003   | Socorro              | LINEAR                          |
| 197109 -      | 2003 UG203             | 21 d'octubre de 2003   | Kitt Peak            | Spacewatch                      |
| 197110 -      | 2003 UN203             | 21 d'octubre de 2003   | Kitt Peak            | Spacewatch                      |
| 197111 -      | 2003 UZ204             | 22 d'octubre de 2003   | Socorro              | LINEAR                          |
| 197112 -      | 2003 UO205             | 22 d'octubre de 2003   | Haleakala            | NEAT                            |
| 197113 -      | 2003 UU205             | 22 d'octubre de 2003   | Socorro              | LINEAR                          |
| 197114 -      | 2003 UC208             | 22 d'octubre de 2003   | Kitt Peak            | Spacewatch                      |
| 197115 -      | 2003 UG208             | 22 d'octubre de 2003   | Kitt Peak            | Spacewatch                      |
| 197116 -      | 2003 UB209             | 23 d'octubre de 2003   | Kitt Peak            | Spacewatch                      |
| 197117 -      | 2003 UO209             | 23 d'octubre de 2003   | Kitt Peak            | Spacewatch                      |
| 197118 -      | 2003 UU209             | 23 d'octubre de 2003   | Kitt Peak            | Spacewatch                      |
| 197119 -      | 2003 UR211             | 23 d'octubre de 2003   | Kitt Peak            | Spacewatch                      |
| 197120 -      | 2003 UQ214             | 21 d'octubre de 2003   | Anderson Mesa        | LONEOS                          |
| 197121 -      | 2003 UN215             | 21 d'octubre de 2003   | Kitt Peak            | Spacewatch                      |
| 197122 -      | 2003 UU215             | 21 d'octubre de 2003   | Kitt Peak            | Spacewatch                      |
| 197123 -      | 2003 UO218             | 21 d'octubre de 2003   | Socorro              | LINEAR                          |
| 197124 -      | 2003 UQ223             | 22 d'octubre de 2003   | Socorro              | LINEAR                          |
| 197125 -      | 2003 UK225             | 22 d'octubre de 2003   | Kitt Peak            | Spacewatch                      |
| 197126 -      | 2003 UX225             | 22 d'octubre de 2003   | Kitt Peak            | Spacewatch                      |
| 197127 -      | 2003 UJ227             | 23 d'octubre de 2003   | Kitt Peak            | Spacewatch                      |
| 197128 -      | 2003 UX227             | 23 d'octubre de 2003   | Kitt Peak            | Spacewatch                      |
| 197129 -      | 2003 UG229             | 23 d'octubre de 2003   | Anderson Mesa        | LONEOS                          |
| 197130 -      | 2003 UX230             | 24 d'octubre de 2003   | Socorro              | LINEAR                          |
| 197131 -      | 2003 UQ232             | 24 d'octubre de 2003   | Socorro              | LINEAR                          |
| 197132 -      | 2003 UY233             | 24 d'octubre de 2003   | Socorro              | LINEAR                          |
| 197133 -      | 2003 UF235             | 24 d'octubre de 2003   | Kitt Peak            | Spacewatch                      |
| 197134 -      | 2003 UK237             | 23 d'octubre de 2003   | Haleakala            | NEAT                            |
| 197135 -      | 2003 UK240             | 24 d'octubre de 2003   | Socorro              | LINEAR                          |
| 197136 -      | 2003 UZ240             | 24 d'octubre de 2003   | Kitt Peak            | Spacewatch                      |
| 197137 -      | 2003 UG244             | 24 d'octubre de 2003   | Socorro              | LINEAR                          |
| 197138 -      | 2003 UY246             | 24 d'octubre de 2003   | Kitt Peak            | Spacewatch                      |
| 197139 -      | 2003 UB247             | 24 d'octubre de 2003   | Socorro              | LINEAR                          |
| 197140 -      | 2003 UA248             | 25 d'octubre de 2003   | Kitt Peak            | Spacewatch                      |
| 197141 -      | 2003 UE249             | 25 d'octubre de 2003   | Socorro              | LINEAR                          |
| 197142 -      | 2003 UW250             | 25 d'octubre de 2003   | Socorro              | LINEAR                          |
| 197143 -      | 2003 UG251             | 25 d'octubre de 2003   | Kitt Peak            | Spacewatch                      |
| 197144 -      | 2003 UX255             | 25 d'octubre de 2003   | Socorro              | LINEAR                          |
| 197145 -      | 2003 US256             | 25 d'octubre de 2003   | Socorro              | LINEAR                          |
| 197146 -      | 2003 UM258             | 25 d'octubre de 2003   | Kitt Peak            | Spacewatch                      |
| 197147 -      | 2003 UW258             | 25 d'octubre de 2003   | Socorro              | LINEAR                          |
| 197148 -      | 2003 UL261             | 26 d'octubre de 2003   | Catalina             | CSS                             |
| 197149 -      | 2003 US263             | 27 d'octubre de 2003   | Socorro              | LINEAR                          |
| 197150 -      | 2003 US265             | 27 d'octubre de 2003   | Kitt Peak            | Spacewatch                      |
| 197151 -      | 2003 UU266             | 28 d'octubre de 2003   | Socorro              | LINEAR                          |
| 197152 -      | 2003 UU267             | 28 d'octubre de 2003   | Socorro              | LINEAR                          |
| 197153 -      | 2003 UE271             | 17 d'octubre de 2003   | Palomar              | NEAT                            |
| 197154 -      | 2003 UD272             | 28 d'octubre de 2003   | Haleakala            | NEAT                            |
| 197155 -      | 2003 UJ272             | 29 d'octubre de 2003   | Kitt Peak            | Spacewatch                      |
| 197156 -      | 2003 UL272             | 29 d'octubre de 2003   | Kitt Peak            | Spacewatch                      |
| 197157 -      | 2003 UZ272             | 29 d'octubre de 2003   | Socorro              | LINEAR                          |
| 197158 -      | 2003 UF273             | 29 d'octubre de 2003   | Socorro              | LINEAR                          |
| 197159 -      | 2003 UH273             | 29 d'octubre de 2003   | Socorro              | LINEAR                          |
| 197160 -      | 2003 UJ273             | 29 d'octubre de 2003   | Kitt Peak            | Spacewatch                      |
| 197161 -      | 2003 UM273             | 29 d'octubre de 2003   | Kitt Peak            | Spacewatch                      |
| 197162 -      | 2003 UU273             | 29 d'octubre de 2003   | Kitt Peak            | Spacewatch                      |
| 197163 -      | 2003 UJ274             | 30 d'octubre de 2003   | Socorro              | LINEAR                          |
| 197164 -      | 2003 UA276             | 29 d'octubre de 2003   | Catalina             | CSS                             |
| 197165 -      | 2003 UE277             | 30 d'octubre de 2003   | Haleakala            | NEAT                            |
| 197166 -      | 2003 UG277             | 25 d'octubre de 2003   | Kitt Peak            | Spacewatch                      |
| 197167 -      | 2003 UM277             | 25 d'octubre de 2003   | Socorro              | LINEAR                          |
| 197168 -      | 2003 UE279             | 26 d'octubre de 2003   | Kitt Peak            | Spacewatch                      |
| 197169 -      | 2003 UH279             | 27 d'octubre de 2003   | Kitt Peak            | Spacewatch                      |
| 197170 -      | 2003 UZ279             | 27 d'octubre de 2003   | Socorro              | LINEAR                          |
| 197171 -      | 2003 US280             | 28 d'octubre de 2003   | Socorro              | LINEAR                          |
| 197172 -      | 2003 UU280             | 28 d'octubre de 2003   | Socorro              | LINEAR                          |
| 197173 -      | 2003 UW280             | 28 d'octubre de 2003   | Socorro              | LINEAR                          |
| 197174 -      | 2003 UG282             | 29 d'octubre de 2003   | Anderson Mesa        | LONEOS                          |
| 197175 -      | 2003 UT282             | 29 d'octubre de 2003   | Anderson Mesa        | LONEOS                          |
| 197176 -      | 2003 UE286             | 22 d'octubre de 2003   | Kitt Peak            | M. W. Buie                      |
| 197177 -      | 2003 UJ287             | 22 d'octubre de 2003   | Kitt Peak            | M. W. Buie                      |
| 197178 -      | 2003 UF294             | 16 d'octubre de 2003   | Kitt Peak            | Spacewatch                      |
| 197179 -      | 2003 UM296             | 16 d'octubre de 2003   | Kitt Peak            | Spacewatch                      |
| 197180 -      | 2003 UT296             | 16 d'octubre de 2003   | Kitt Peak            | Spacewatch                      |
| 197181 -      | 2003 UU296             | 16 d'octubre de 2003   | Kitt Peak            | Spacewatch                      |
| 197182 -      | 2003 UP303             | 17 d'octubre de 2003   | Kitt Peak            | Spacewatch                      |
| 197183 -      | 2003 UO309             | 20 d'octubre de 2003   | Palomar              | NEAT                            |
| 197184 -      | 2003 UT309             | 20 d'octubre de 2003   | Socorro              | LINEAR                          |
| 197185 -      | 2003 UV309             | 20 d'octubre de 2003   | Kitt Peak            | Spacewatch                      |
| 197186 -      | 2003 UN310             | 22 d'octubre de 2003   | Palomar              | NEAT                            |
| 197187 -      | 2003 UV314             | 20 d'octubre de 2003   | Kitt Peak            | Spacewatch                      |
| 197188 -      | 2003 UB315             | 24 d'octubre de 2003   | Socorro              | LINEAR                          |
| 197189 -      | 2003 UL317             | 19 d'octubre de 2003   | Apache Point         | SDSS                            |
| 197190 -      | 2003 UF318             | 16 d'octubre de 2003   | Palomar              | NEAT                            |
| 197191 -      | 2003 VE                | 3 de novembre de 2003  | Socorro              | LINEAR                          |
| 197192 -      | 2003 VK                | 5 de novembre de 2003  | Piszkéstető          | K. Sárneczky                    |
| 197193 -      | 2003 VX                | 5 de novembre de 2003  | Socorro              | LINEAR                          |
| 197194 -      | 2003 VX1               | 2 de novembre de 2003  | Socorro              | LINEAR                          |
| 197195 -      | 2003 VQ5               | 15 de novembre de 2003 | Kitt Peak            | Spacewatch                      |
| 197196 -      | 2003 VB8               | 15 de novembre de 2003 | Junk Bond            | D. Healy                        |
| 197197 -      | 2003 VH9               | 15 de novembre de 2003 | Palomar              | NEAT                            |
| 197198 -      | 2003 VV9               | 15 de novembre de 2003 | Palomar              | NEAT                            |
| 197199 -      | 2003 VS11              | 2 de novembre de 2003  | Socorro              | LINEAR                          |
| 197200 -      | 2003 WJ                | 16 de novembre de 2003 | Catalina             | CSS                             |
| 197201-197300 |                        |                        |                      |                                 |
| 197201 -      | 2003 WL                | 16 de novembre de 2003 | Catalina             | CSS                             |
| 197202 -      | 2003 WA1               | 16 de novembre de 2003 | Catalina             | CSS                             |
| 197203 -      | 2003 WJ1               | 16 de novembre de 2003 | Catalina             | CSS                             |
| 197204 -      | 2003 WY1               | 16 de novembre de 2003 | Catalina             | CSS                             |
| 197205 -      | 2003 WJ3               | 16 de novembre de 2003 | Catalina             | CSS                             |
| 197206 -      | 2003 WW3               | 16 de novembre de 2003 | Catalina             | CSS                             |
| 197207 -      | 2003 WE4               | 16 de novembre de 2003 | Catalina             | CSS                             |
| 197208 -      | 2003 WY7               | 18 de novembre de 2003 | Fountain Hills       | C. W. Juels, P. R. Holvorcem    |
| 197209 -      | 2003 WQ8               | 16 de novembre de 2003 | Kitt Peak            | Spacewatch                      |
| 197210 -      | 2003 WM11              | 18 de novembre de 2003 | Palomar              | NEAT                            |
| 197211 -      | 2003 WN17              | 18 de novembre de 2003 | Palomar              | NEAT                            |
| 197212 -      | 2003 WT18              | 19 de novembre de 2003 | Socorro              | LINEAR                          |
| 197213 -      | 2003 WL19              | 19 de novembre de 2003 | Socorro              | LINEAR                          |
| 197214 -      | 2003 WT23              | 18 de novembre de 2003 | Kitt Peak            | Spacewatch                      |
| 197215 -      | 2003 WY24              | 20 de novembre de 2003 | Socorro              | LINEAR                          |
| 197216 -      | 2003 WR26              | 20 de novembre de 2003 | Nogales              | M. B. Schwartz, P. R. Holvorcem |
| 197217 -      | 2003 WB27              | 16 de novembre de 2003 | Kitt Peak            | Spacewatch                      |
| 197218 -      | 2003 WL28              | 16 de novembre de 2003 | Kitt Peak            | Spacewatch                      |
| 197219 -      | 2003 WH30              | 18 de novembre de 2003 | Kitt Peak            | Spacewatch                      |
| 197220 -      | 2003 WY31              | 18 de novembre de 2003 | Palomar              | NEAT                            |
| 197221 -      | 2003 WR32              | 18 de novembre de 2003 | Kitt Peak            | Spacewatch                      |
| 197222 -      | 2003 WF35              | 19 de novembre de 2003 | Palomar              | NEAT                            |
| 197223 -      | 2003 WS35              | 19 de novembre de 2003 | Socorro              | LINEAR                          |
| 197224 -      | 2003 WX35              | 19 de novembre de 2003 | Catalina             | CSS                             |
| 197225 -      | 2003 WQ39              | 19 de novembre de 2003 | Kitt Peak            | Spacewatch                      |
| 197226 -      | 2003 WW39              | 19 de novembre de 2003 | Kitt Peak            | Spacewatch                      |
| 197227 -      | 2003 WR40              | 19 de novembre de 2003 | Kitt Peak            | Spacewatch                      |
| 197228 -      | 2003 WT40              | 19 de novembre de 2003 | Kitt Peak            | Spacewatch                      |
| 197229 -      | 2003 WZ42              | 16 de novembre de 2003 | Catalina             | CSS                             |
| 197230 -      | 2003 WG45              | 19 de novembre de 2003 | Palomar              | NEAT                            |
| 197231 -      | 2003 WO45              | 19 de novembre de 2003 | Palomar              | NEAT                            |
| 197232 -      | 2003 WM46              | 18 de novembre de 2003 | Palomar              | NEAT                            |
| 197233 -      | 2003 WD50              | 19 de novembre de 2003 | Socorro              | LINEAR                          |
| 197234 -      | 2003 WF50              | 19 de novembre de 2003 | Socorro              | LINEAR                          |
| 197235 -      | 2003 WU53              | 20 de novembre de 2003 | Socorro              | LINEAR                          |
| 197236 -      | 2003 WA57              | 18 de novembre de 2003 | Palomar              | NEAT                            |
| 197237 -      | 2003 WQ57              | 18 de novembre de 2003 | Kitt Peak            | Spacewatch                      |
| 197238 -      | 2003 WW58              | 18 de novembre de 2003 | Kitt Peak            | Spacewatch                      |
| 197239 -      | 2003 WO59              | 18 de novembre de 2003 | Kitt Peak            | Spacewatch                      |
| 197240 -      | 2003 WD60              | 18 de novembre de 2003 | Palomar              | NEAT                            |
| 197241 -      | 2003 WO60              | 18 de novembre de 2003 | Palomar              | NEAT                            |
| 197242 -      | 2003 WA63              | 19 de novembre de 2003 | Kitt Peak            | Spacewatch                      |
| 197243 -      | 2003 WL63              | 19 de novembre de 2003 | Kitt Peak            | Spacewatch                      |
| 197244 -      | 2003 WZ63              | 19 de novembre de 2003 | Kitt Peak            | Spacewatch                      |
| 197245 -      | 2003 WJ65              | 19 de novembre de 2003 | Kitt Peak            | Spacewatch                      |
| 197246 -      | 2003 WL65              | 19 de novembre de 2003 | Kitt Peak            | Spacewatch                      |
| 197247 -      | 2003 WW66              | 19 de novembre de 2003 | Kitt Peak            | Spacewatch                      |
| 197248 -      | 2003 WS67              | 19 de novembre de 2003 | Kitt Peak            | Spacewatch                      |
| 197249 -      | 2003 WW68              | 19 de novembre de 2003 | Kitt Peak            | Spacewatch                      |
| 197250 -      | 2003 WM70              | 20 de novembre de 2003 | Kitt Peak            | Spacewatch                      |
| 197251 -      | 2003 WU70              | 20 de novembre de 2003 | Palomar              | NEAT                            |
| 197252 -      | 2003 WN71              | 20 de novembre de 2003 | Palomar              | NEAT                            |
| 197253 -      | 2003 WA72              | 20 de novembre de 2003 | Socorro              | LINEAR                          |
| 197254 -      | 2003 WB72              | 20 de novembre de 2003 | Socorro              | LINEAR                          |
| 197255 -      | 2003 WF72              | 20 de novembre de 2003 | Socorro              | LINEAR                          |
| 197256 -      | 2003 WE74              | 20 de novembre de 2003 | Socorro              | LINEAR                          |
| 197257 -      | 2003 WG74              | 20 de novembre de 2003 | Socorro              | LINEAR                          |
| 197258 -      | 2003 WY74              | 20 de novembre de 2003 | Socorro              | LINEAR                          |
| 197259 -      | 2003 WQ75              | 19 de novembre de 2003 | Socorro              | LINEAR                          |
| 197260 -      | 2003 WZ75              | 19 de novembre de 2003 | Socorro              | LINEAR                          |
| 197261 -      | 2003 WZ77              | 20 de novembre de 2003 | Socorro              | LINEAR                          |
| 197262 -      | 2003 WG78              | 20 de novembre de 2003 | Socorro              | LINEAR                          |
| 197263 -      | 2003 WU78              | 20 de novembre de 2003 | Socorro              | LINEAR                          |
| 197264 -      | 2003 WS79              | 20 de novembre de 2003 | Socorro              | LINEAR                          |
| 197265 -      | 2003 WB80              | 20 de novembre de 2003 | Socorro              | LINEAR                          |
| 197266 -      | 2003 WM88              | 23 de novembre de 2003 | Needville            | Needville                       |
| 197267 -      | 2003 WL89              | 16 de novembre de 2003 | Catalina             | CSS                             |
| 197268 -      | 2003 WT89              | 16 de novembre de 2003 | Kitt Peak            | Spacewatch                      |
| 197269 -      | 2003 WJ93              | 19 de novembre de 2003 | Anderson Mesa        | LONEOS                          |
| 197270 -      | 2003 WA95              | 19 de novembre de 2003 | Anderson Mesa        | LONEOS                          |
| 197271 -      | 2003 WJ95              | 19 de novembre de 2003 | Anderson Mesa        | LONEOS                          |
| 197272 -      | 2003 WB96              | 19 de novembre de 2003 | Anderson Mesa        | LONEOS                          |
| 197273 -      | 2003 WQ96              | 19 de novembre de 2003 | Anderson Mesa        | LONEOS                          |
| 197274 -      | 2003 WR96              | 19 de novembre de 2003 | Anderson Mesa        | LONEOS                          |
| 197275 -      | 2003 WQ97              | 19 de novembre de 2003 | Anderson Mesa        | LONEOS                          |
| 197276 -      | 2003 WS98              | 20 de novembre de 2003 | Palomar              | NEAT                            |
| 197277 -      | 2003 WJ100             | 20 de novembre de 2003 | Socorro              | LINEAR                          |
| 197278 -      | 2003 WB101             | 21 de novembre de 2003 | Catalina             | CSS                             |
| 197279 -      | 2003 WD102             | 21 de novembre de 2003 | Socorro              | LINEAR                          |
| 197280 -      | 2003 WL102             | 21 de novembre de 2003 | Socorro              | LINEAR                          |
| 197281 -      | 2003 WG103             | 21 de novembre de 2003 | Socorro              | LINEAR                          |
| 197282 -      | 2003 WP104             | 21 de novembre de 2003 | Socorro              | LINEAR                          |
| 197283 -      | 2003 WR106             | 21 de novembre de 2003 | Palomar              | NEAT                            |
| 197284 -      | 2003 WV107             | 24 de novembre de 2003 | Junk Bond            | D. Healy                        |
| 197285 -      | 2003 WV109             | 20 de novembre de 2003 | Socorro              | LINEAR                          |
| 197286 -      | 2003 WD110             | 20 de novembre de 2003 | Socorro              | LINEAR                          |
| 197287 -      | 2003 WR113             | 20 de novembre de 2003 | Socorro              | LINEAR                          |
| 197288 -      | 2003 WW115             | 20 de novembre de 2003 | Socorro              | LINEAR                          |
| 197289 -      | 2003 WK119             | 20 de novembre de 2003 | Socorro              | LINEAR                          |
| 197290 -      | 2003 WP119             | 20 de novembre de 2003 | Socorro              | LINEAR                          |
| 197291 -      | 2003 WZ119             | 20 de novembre de 2003 | Socorro              | LINEAR                          |
| 197292 -      | 2003 WC120             | 20 de novembre de 2003 | Socorro              | LINEAR                          |
| 197293 -      | 2003 WT121             | 20 de novembre de 2003 | Socorro              | LINEAR                          |
| 197294 -      | 2003 WX122             | 20 de novembre de 2003 | Socorro              | LINEAR                          |
| 197295 -      | 2003 WK123             | 20 de novembre de 2003 | Socorro              | LINEAR                          |
| 197296 -      | 2003 WM125             | 20 de novembre de 2003 | Socorro              | LINEAR                          |
| 197297 -      | 2003 WS126             | 20 de novembre de 2003 | Socorro              | LINEAR                          |
| 197298 -      | 2003 WC128             | 20 de novembre de 2003 | Socorro              | LINEAR                          |
| 197299 -      | 2003 WH128             | 21 de novembre de 2003 | Kitt Peak            | Spacewatch                      |
| 197300 -      | 2003 WN128             | 21 de novembre de 2003 | Kitt Peak            | Spacewatch                      |
| 197301-197400 |                        |                        |                      |                                 |
| 197301 -      | 2003 WK129             | 21 de novembre de 2003 | Socorro              | LINEAR                          |
| 197302 -      | 2003 WY129             | 21 de novembre de 2003 | Palomar              | NEAT                            |
| 197303 -      | 2003 WS131             | 21 de novembre de 2003 | Palomar              | NEAT                            |
| 197304 -      | 2003 WR132             | 21 de novembre de 2003 | Socorro              | LINEAR                          |
| 197305 -      | 2003 WJ133             | 21 de novembre de 2003 | Socorro              | LINEAR                          |
| 197306 -      | 2003 WD138             | 21 de novembre de 2003 | Socorro              | LINEAR                          |
| 197307 -      | 2003 WW139             | 21 de novembre de 2003 | Socorro              | LINEAR                          |
| 197308 -      | 2003 WC140             | 21 de novembre de 2003 | Socorro              | LINEAR                          |
| 197309 -      | 2003 WS140             | 21 de novembre de 2003 | Socorro              | LINEAR                          |
| 197310 -      | 2003 WG141             | 21 de novembre de 2003 | Socorro              | LINEAR                          |
| 197311 -      | 2003 WJ141             | 21 de novembre de 2003 | Socorro              | LINEAR                          |
| 197312 -      | 2003 WB142             | 21 de novembre de 2003 | Socorro              | LINEAR                          |
| 197313 -      | 2003 WM143             | 19 de novembre de 2003 | Catalina             | CSS                             |
| 197314 -      | 2003 WQ143             | 20 de novembre de 2003 | Socorro              | LINEAR                          |
| 197315 -      | 2003 WE144             | 21 de novembre de 2003 | Socorro              | LINEAR                          |
| 197316 -      | 2003 WN146             | 23 de novembre de 2003 | Palomar              | NEAT                            |
| 197317 -      | 2003 WW146             | 23 de novembre de 2003 | Catalina             | CSS                             |
| 197318 -      | 2003 WZ146             | 23 de novembre de 2003 | Socorro              | LINEAR                          |
| 197319 -      | 2003 WN147             | 23 de novembre de 2003 | Kitt Peak            | Spacewatch                      |
| 197320 -      | 2003 WP147             | 23 de novembre de 2003 | Kitt Peak            | Spacewatch                      |
| 197321 -      | 2003 WT147             | 23 de novembre de 2003 | Needville            | Needville                       |
| 197322 -      | 2003 WZ148             | 24 de novembre de 2003 | Socorro              | LINEAR                          |
| 197323 -      | 2003 WW149             | 24 de novembre de 2003 | Anderson Mesa        | LONEOS                          |
| 197324 -      | 2003 WX149             | 24 de novembre de 2003 | Nogales              | Tenagra II                      |
| 197325 -      | 2003 WF151             | 24 de novembre de 2003 | Palomar              | NEAT                            |
| 197326 -      | 2003 WP152             | 25 de novembre de 2003 | Kingsnake            | J. V. McClusky                  |
| 197327 -      | 2003 WF153             | 26 de novembre de 2003 | Anderson Mesa        | LONEOS                          |
| 197328 -      | 2003 WK157             | 24 de novembre de 2003 | Palomar              | NEAT                            |
| 197329 -      | 2003 WL158             | 28 de novembre de 2003 | Kitt Peak            | Spacewatch                      |
| 197330 -      | 2003 WE167             | 19 de novembre de 2003 | Kitt Peak            | Spacewatch                      |
| 197331 -      | 2003 WN168             | 19 de novembre de 2003 | Palomar              | NEAT                            |
| 197332 -      | 2003 WM169             | 19 de novembre de 2003 | Socorro              | LINEAR                          |
| 197333 -      | 2003 WD170             | 20 de novembre de 2003 | Catalina             | CSS                             |
| 197334 -      | 2003 WH170             | 20 de novembre de 2003 | Catalina             | CSS                             |
| 197335 -      | 2003 WT173             | 18 de novembre de 2003 | Kitt Peak            | Spacewatch                      |
| 197336 -      | 2003 WB176             | 19 de novembre de 2003 | Kitt Peak            | Spacewatch                      |
| 197337 -      | 2003 WE176             | 19 de novembre de 2003 | Kitt Peak            | Spacewatch                      |
| 197338 -      | 2003 WR176             | 19 de novembre de 2003 | Anderson Mesa        | LONEOS                          |
| 197339 -      | 2003 WW176             | 19 de novembre de 2003 | Kitt Peak            | Spacewatch                      |
| 197340 -      | 2003 WG178             | 20 de novembre de 2003 | Kitt Peak            | M. W. Buie                      |
| 197341 -      | 2003 WU181             | 21 de novembre de 2003 | Kitt Peak            | M. W. Buie                      |
| 197342 -      | 2003 WG192             | 20 de novembre de 2003 | Socorro              | LINEAR                          |
| 197343 -      | 2003 XH1               | 1 de desembre de 2003  | Kitt Peak            | Spacewatch                      |
| 197344 -      | 2003 XD2               | 1 de desembre de 2003  | Socorro              | LINEAR                          |
| 197345 -      | 2003 XK4               | 1 de desembre de 2003  | Socorro              | LINEAR                          |
| 197346 -      | 2003 XF6               | 3 de desembre de 2003  | Socorro              | LINEAR                          |
| 197347 -      | 2003 XN7               | 1 de desembre de 2003  | Socorro              | LINEAR                          |
| 197348 -      | 2003 XV7               | 3 de desembre de 2003  | Socorro              | LINEAR                          |
| 197349 -      | 2003 XB8               | 4 de desembre de 2003  | Socorro              | LINEAR                          |
| 197350 -      | 2003 XR8               | 4 de desembre de 2003  | Socorro              | LINEAR                          |
| 197351 -      | 2003 XT8               | 4 de desembre de 2003  | Socorro              | LINEAR                          |
| 197352 -      | 2003 XU8               | 4 de desembre de 2003  | Socorro              | LINEAR                          |
| 197353 -      | 2003 XO9               | 4 de desembre de 2003  | Socorro              | LINEAR                          |
| 197354 -      | 2003 XM10              | 5 de desembre de 2003  | Socorro              | LINEAR                          |
| 197355 -      | 2003 XR11              | 10 de desembre de 2003 | Palomar              | NEAT                            |
| 197356 -      | 2003 XS11              | 11 de desembre de 2003 | Needville            | Needville                       |
| 197357 -      | 2003 XH12              | 14 de desembre de 2003 | Palomar              | NEAT                            |
| 197358 -      | 2003 XR13              | 14 de desembre de 2003 | Palomar              | NEAT                            |
| 197359 -      | 2003 XF15              | 4 de desembre de 2003  | Socorro              | LINEAR                          |
| 197360 -      | 2003 XM18              | 15 de desembre de 2003 | Palomar              | NEAT                            |
| 197361 -      | 2003 XN18              | 15 de desembre de 2003 | Palomar              | NEAT                            |
| 197362 -      | 2003 XR19              | 14 de desembre de 2003 | Kitt Peak            | Spacewatch                      |
| 197363 -      | 2003 XH20              | 14 de desembre de 2003 | Kitt Peak            | Spacewatch                      |
| 197364 -      | 2003 XC21              | 14 de desembre de 2003 | Kitt Peak            | Spacewatch                      |
| 197365 -      | 2003 XF21              | 14 de desembre de 2003 | Kitt Peak            | Spacewatch                      |
| 197366 -      | 2003 XQ21              | 14 de desembre de 2003 | Kitt Peak            | Spacewatch                      |
| 197367 -      | 2003 XF22              | 3 de desembre de 2003  | Socorro              | LINEAR                          |
| 197368 -      | 2003 XV24              | 1 de desembre de 2003  | Kitt Peak            | Spacewatch                      |
| 197369 -      | 2003 XW25              | 1 de desembre de 2003  | Socorro              | LINEAR                          |
| 197370 -      | 2003 XQ31              | 1 de desembre de 2003  | Kitt Peak            | Spacewatch                      |
| 197371 -      | 2003 XR34              | 1 de desembre de 2003  | Kitt Peak            | Spacewatch                      |
| 197372 -      | 2003 XA35              | 3 de desembre de 2003  | Anderson Mesa        | LONEOS                          |
| 197373 -      | 2003 XD36              | 3 de desembre de 2003  | Socorro              | LINEAR                          |
| 197374 -      | 2003 XQ36              | 3 de desembre de 2003  | Socorro              | LINEAR                          |
| 197375 -      | 2003 XS37              | 4 de desembre de 2003  | Socorro              | LINEAR                          |
| 197376 -      | 2003 XB39              | 4 de desembre de 2003  | Socorro              | LINEAR                          |
| 197377 -      | 2003 XS39              | 5 de desembre de 2003  | Socorro              | LINEAR                          |
| 197378 -      | 2003 XD40              | 14 de desembre de 2003 | Kitt Peak            | Spacewatch                      |
| 197379 -      | 2003 XD42              | 14 de desembre de 2003 | Kitt Peak            | Spacewatch                      |
| 197380 -      | 2003 YN                | 16 de desembre de 2003 | Anderson Mesa        | LONEOS                          |
| 197381 -      | 2003 YZ                | 17 de desembre de 2003 | Socorro              | LINEAR                          |
| 197382 -      | 2003 YZ2               | 19 de desembre de 2003 | Catalina             | CSS                             |
| 197383 -      | 2003 YC3               | 17 de desembre de 2003 | Anderson Mesa        | LONEOS                          |
| 197384 -      | 2003 YE5               | 16 de desembre de 2003 | Kitt Peak            | Spacewatch                      |
| 197385 -      | 2003 YM5               | 16 de desembre de 2003 | Kitt Peak            | Spacewatch                      |
| 197386 -      | 2003 YA10              | 17 de desembre de 2003 | Socorro              | LINEAR                          |
| 197387 -      | 2003 YD11              | 17 de desembre de 2003 | Socorro              | LINEAR                          |
| 197388 -      | 2003 YN11              | 17 de desembre de 2003 | Socorro              | LINEAR                          |
| 197389 -      | 2003 YD12              | 17 de desembre de 2003 | Socorro              | LINEAR                          |
| 197390 -      | 2003 YC13              | 17 de desembre de 2003 | Anderson Mesa        | LONEOS                          |
| 197391 -      | 2003 YY15              | 17 de desembre de 2003 | Anderson Mesa        | LONEOS                          |
| 197392 -      | 2003 YC23              | 16 de desembre de 2003 | Anderson Mesa        | LONEOS                          |
| 197393 -      | 2003 YO23              | 17 de desembre de 2003 | Socorro              | LINEAR                          |
| 197394 -      | 2003 YQ23              | 17 de desembre de 2003 | Socorro              | LINEAR                          |
| 197395 -      | 2003 YC25              | 18 de desembre de 2003 | Socorro              | LINEAR                          |
| 197396 -      | 2003 YK27              | 17 de desembre de 2003 | Črni Vrh             | Črni Vrh                        |
| 197397 -      | 2003 YU28              | 17 de desembre de 2003 | Kitt Peak            | Spacewatch                      |
| 197398 -      | 2003 YU29              | 17 de desembre de 2003 | Palomar              | NEAT                            |
| 197399 -      | 2003 YJ30              | 18 de desembre de 2003 | Socorro              | LINEAR                          |
| 197400 -      | 2003 YX30              | 18 de desembre de 2003 | Socorro              | LINEAR                          |
| 197401-197500 |                        |                        |                      |                                 |
| 197401 -      | 2003 YQ32              | 19 de desembre de 2003 | Socorro              | LINEAR                          |
| 197402 -      | 2003 YN34              | 18 de desembre de 2003 | Socorro              | LINEAR                          |
| 197403 -      | 2003 YR34              | 18 de desembre de 2003 | Socorro              | LINEAR                          |
| 197404 -      | 2003 YO35              | 19 de desembre de 2003 | Socorro              | LINEAR                          |
| 197405 -      | 2003 YU39              | 19 de desembre de 2003 | Kitt Peak            | Spacewatch                      |
| 197406 -      | 2003 YO42              | 19 de desembre de 2003 | Kitt Peak            | Spacewatch                      |
| 197407 -      | 2003 YD46              | 17 de desembre de 2003 | Socorro              | LINEAR                          |
| 197408 -      | 2003 YR46              | 17 de desembre de 2003 | Kitt Peak            | Spacewatch                      |
| 197409 -      | 2003 YT47              | 18 de desembre de 2003 | Socorro              | LINEAR                          |
| 197410 -      | 2003 YW47              | 18 de desembre de 2003 | Socorro              | LINEAR                          |
| 197411 -      | 2003 YU49              | 18 de desembre de 2003 | Socorro              | LINEAR                          |
| 197412 -      | 2003 YB50              | 18 de desembre de 2003 | Socorro              | LINEAR                          |
| 197413 -      | 2003 YD50              | 18 de desembre de 2003 | Socorro              | LINEAR                          |
| 197414 -      | 2003 YK50              | 18 de desembre de 2003 | Socorro              | LINEAR                          |
| 197415 -      | 2003 YK51              | 18 de desembre de 2003 | Socorro              | LINEAR                          |
| 197416 -      | 2003 YY51              | 18 de desembre de 2003 | Socorro              | LINEAR                          |
| 197417 -      | 2003 YY54              | 19 de desembre de 2003 | Socorro              | LINEAR                          |
| 197418 -      | 2003 YA57              | 19 de desembre de 2003 | Socorro              | LINEAR                          |
| 197419 -      | 2003 YB60              | 19 de desembre de 2003 | Kitt Peak            | Spacewatch                      |
| 197420 -      | 2003 YG63              | 19 de desembre de 2003 | Socorro              | LINEAR                          |
| 197421 -      | 2003 YP63              | 19 de desembre de 2003 | Socorro              | LINEAR                          |
| 197422 -      | 2003 YB66              | 20 de desembre de 2003 | Socorro              | LINEAR                          |
| 197423 -      | 2003 YS67              | 19 de desembre de 2003 | Kitt Peak            | Spacewatch                      |
| 197424 -      | 2003 YE69              | 20 de desembre de 2003 | Socorro              | LINEAR                          |
| 197425 -      | 2003 YE70              | 21 de desembre de 2003 | Socorro              | LINEAR                          |
| 197426 -      | 2003 YY70              | 18 de desembre de 2003 | Socorro              | LINEAR                          |
| 197427 -      | 2003 YG72              | 18 de desembre de 2003 | Socorro              | LINEAR                          |
| 197428 -      | 2003 YE73              | 18 de desembre de 2003 | Socorro              | LINEAR                          |
| 197429 -      | 2003 YM73              | 18 de desembre de 2003 | Socorro              | LINEAR                          |
| 197430 -      | 2003 YE78              | 18 de desembre de 2003 | Socorro              | LINEAR                          |
| 197431 -      | 2003 YO78              | 18 de desembre de 2003 | Socorro              | LINEAR                          |
| 197432 -      | 2003 YT78              | 18 de desembre de 2003 | Socorro              | LINEAR                          |
| 197433 -      | 2003 YA80              | 18 de desembre de 2003 | Socorro              | LINEAR                          |
| 197434 -      | 2003 YG81              | 18 de desembre de 2003 | Socorro              | LINEAR                          |
| 197435 -      | 2003 YS81              | 18 de desembre de 2003 | Socorro              | LINEAR                          |
| 197436 -      | 2003 YU83              | 19 de desembre de 2003 | Socorro              | LINEAR                          |
| 197437 -      | 2003 YD85              | 19 de desembre de 2003 | Socorro              | LINEAR                          |
| 197438 -      | 2003 YL85              | 19 de desembre de 2003 | Socorro              | LINEAR                          |
| 197439 -      | 2003 YK86              | 19 de desembre de 2003 | Socorro              | LINEAR                          |
| 197440 -      | 2003 YJ88              | 19 de desembre de 2003 | Socorro              | LINEAR                          |
| 197441 -      | 2003 YN94              | 22 de desembre de 2003 | Socorro              | LINEAR                          |
| 197442 -      | 2003 YV94              | 19 de desembre de 2003 | Socorro              | LINEAR                          |
| 197443 -      | 2003 YK96              | 19 de desembre de 2003 | Socorro              | LINEAR                          |
| 197444 -      | 2003 YQ102             | 19 de desembre de 2003 | Socorro              | LINEAR                          |
| 197445 -      | 2003 YG103             | 19 de desembre de 2003 | Socorro              | LINEAR                          |
| 197446 -      | 2003 YS103             | 21 de desembre de 2003 | Socorro              | LINEAR                          |
| 197447 -      | 2003 YE104             | 21 de desembre de 2003 | Socorro              | LINEAR                          |
| 197448 -      | 2003 YR106             | 22 de desembre de 2003 | Kitt Peak            | Spacewatch                      |
| 197449 -      | 2003 YK111             | 22 de desembre de 2003 | Goodricke-Pigott     | V. Reddy                        |
| 197450 -      | 2003 YQ114             | 25 de desembre de 2003 | Haleakala            | NEAT                            |
| 197451 -      | 2003 YW114             | 25 de desembre de 2003 | Črni Vrh             | Črni Vrh                        |
| 197452 -      | 2003 YS115             | 27 de desembre de 2003 | Socorro              | LINEAR                          |
| 197453 -      | 2003 YY116             | 27 de desembre de 2003 | Socorro              | LINEAR                          |
| 197454 -      | 2003 YT117             | 17 de desembre de 2003 | Socorro              | LINEAR                          |
| 197455 -      | 2003 YN119             | 27 de desembre de 2003 | Socorro              | LINEAR                          |
| 197456 -      | 2003 YW121             | 25 de desembre de 2003 | Kitt Peak            | Spacewatch                      |
| 197457 -      | 2003 YG124             | 28 de desembre de 2003 | Kitt Peak            | Spacewatch                      |
| 197458 -      | 2003 YS125             | 27 de desembre de 2003 | Socorro              | LINEAR                          |
| 197459 -      | 2003 YT125             | 27 de desembre de 2003 | Socorro              | LINEAR                          |
| 197460 -      | 2003 YO126             | 27 de desembre de 2003 | Socorro              | LINEAR                          |
| 197461 -      | 2003 YJ127             | 27 de desembre de 2003 | Socorro              | LINEAR                          |
| 197462 -      | 2003 YN129             | 27 de desembre de 2003 | Socorro              | LINEAR                          |
| 197463 -      | 2003 YP129             | 27 de desembre de 2003 | Socorro              | LINEAR                          |
| 197464 -      | 2003 YY130             | 28 de desembre de 2003 | Socorro              | LINEAR                          |
| 197465 -      | 2003 YQ131             | 28 de desembre de 2003 | Socorro              | LINEAR                          |
| 197466 -      | 2003 YM136             | 17 de desembre de 2003 | Palomar              | NEAT                            |
| 197467 -      | 2003 YL139             | 28 de desembre de 2003 | Socorro              | LINEAR                          |
| 197468 -      | 2003 YP141             | 28 de desembre de 2003 | Socorro              | LINEAR                          |
| 197469 -      | 2003 YQ141             | 28 de desembre de 2003 | Socorro              | LINEAR                          |
| 197470 -      | 2003 YG142             | 28 de desembre de 2003 | Socorro              | LINEAR                          |
| 197471 -      | 2003 YO144             | 28 de desembre de 2003 | Socorro              | LINEAR                          |
| 197472 -      | 2003 YO156             | 16 de desembre de 2003 | Kitt Peak            | Spacewatch                      |
| 197473 -      | 2003 YX159             | 17 de desembre de 2003 | Socorro              | LINEAR                          |
| 197474 -      | 2003 YH161             | 17 de desembre de 2003 | Socorro              | LINEAR                          |
| 197475 -      | 2004 AR2               | 13 de gener de 2004    | Anderson Mesa        | LONEOS                          |
| 197476 -      | 2004 AK7               | 13 de gener de 2004    | Anderson Mesa        | LONEOS                          |
| 197477 -      | 2004 AB11              | 3 de gener de 2004     | Pla D'Arguines       | Pla D'Arguines                  |
| 197478 -      | 2004 BL2               | 16 de gener de 2004    | Palomar              | NEAT                            |
| 197479 -      | 2004 BG4               | 16 de gener de 2004    | Palomar              | NEAT                            |
| 197480 -      | 2004 BE8               | 17 de gener de 2004    | Kitt Peak            | Spacewatch                      |
| 197481 -      | 2004 BR15              | 17 de gener de 2004    | Palomar              | NEAT                            |
| 197482 -      | 2004 BZ21              | 19 de gener de 2004    | Socorro              | LINEAR                          |
| 197483 -      | 2004 BG24              | 19 de gener de 2004    | Anderson Mesa        | LONEOS                          |
| 197484 -      | 2004 BQ24              | 19 de gener de 2004    | Kitt Peak            | Spacewatch                      |
| 197485 -      | 2004 BX26              | 19 de gener de 2004    | Socorro              | LINEAR                          |
| 197486 -      | 2004 BQ29              | 18 de gener de 2004    | Palomar              | NEAT                            |
| 197487 -      | 2004 BV38              | 20 de gener de 2004    | Socorro              | LINEAR                          |
| 197488 -      | 2004 BL45              | 21 de gener de 2004    | Socorro              | LINEAR                          |
| 197489 -      | 2004 BC46              | 21 de gener de 2004    | Socorro              | LINEAR                          |
| 197490 -      | 2004 BU47              | 21 de gener de 2004    | Socorro              | LINEAR                          |
| 197491 -      | 2004 BA58              | 23 de gener de 2004    | Anderson Mesa        | LONEOS                          |
| 197492 -      | 2004 BW60              | 21 de gener de 2004    | Socorro              | LINEAR                          |
| 197493 -      | 2004 BU68              | 27 de gener de 2004    | Socorro              | LINEAR                          |
| 197494 -      | 2004 BC81              | 26 de gener de 2004    | Anderson Mesa        | LONEOS                          |
| 197495 -      | 2004 BU81              | 26 de gener de 2004    | Anderson Mesa        | LONEOS                          |
| 197496 -      | 2004 BJ83              | 28 de gener de 2004    | Socorro              | LINEAR                          |
| 197497 -      | 2004 BP85              | 28 de gener de 2004    | Socorro              | LINEAR                          |
| 197498 -      | 2004 BU85              | 28 de gener de 2004    | Socorro              | LINEAR                          |
| 197499 -      | 2004 BB87              | 22 de gener de 2004    | Socorro              | LINEAR                          |
| 197500 -      | 2004 BX90              | 24 de gener de 2004    | Socorro              | LINEAR                          |
| 197501-197600 |                        |                        |                      |                                 |
| 197501 -      | 2004 BS91              | 25 de gener de 2004    | Haleakala            | NEAT                            |
| 197502 -      | 2004 BA96              | 30 de gener de 2004    | Catalina             | CSS                             |
| 197503 -      | 2004 BN97              | 26 de gener de 2004    | Anderson Mesa        | LONEOS                          |
| 197504 -      | 2004 BS117             | 28 de gener de 2004    | Kitt Peak            | Spacewatch                      |
| 197505 -      | 2004 BG120             | 31 de gener de 2004    | Anderson Mesa        | LONEOS                          |
| 197506 -      | 2004 BP120             | 31 de gener de 2004    | Catalina             | CSS                             |
| 197507 -      | 2004 BR145             | 21 de gener de 2004    | Socorro              | LINEAR                          |
| 197508 -      | 2004 BV148             | 16 de gener de 2004    | Kitt Peak            | Spacewatch                      |
| 197509 -      | 2004 BF163             | 18 de gener de 2004    | Kitt Peak            | Spacewatch                      |
| 197510 -      | 2004 CE3               | 9 de febrer de 2004    | Anderson Mesa        | LONEOS                          |
| 197511 -      | 2004 CA19              | 11 de febrer de 2004   | Kitt Peak            | Spacewatch                      |
| 197512 -      | 2004 CN28              | 12 de febrer de 2004   | Kitt Peak            | Spacewatch                      |
| 197513 -      | 2004 CF36              | 11 de febrer de 2004   | Palomar              | NEAT                            |
| 197514 -      | 2004 CC52              | 14 de febrer de 2004   | Socorro              | LINEAR                          |
| 197515 -      | 2004 CX57              | 14 de febrer de 2004   | Socorro              | LINEAR                          |
| 197516 -      | 2004 CG89              | 11 de febrer de 2004   | Kitt Peak            | Spacewatch                      |
| 197517 -      | 2004 CU103             | 12 de febrer de 2004   | Palomar              | NEAT                            |
| 197518 -      | 2004 CJ106             | 14 de febrer de 2004   | Palomar              | NEAT                            |
| 197519 -      | 2004 DF1               | 17 de febrer de 2004   | Desert Eagle         | W. K. Y. Yeung                  |
| 197520 -      | 2004 DP10              | 16 de febrer de 2004   | Kitt Peak            | Spacewatch                      |
| 197521 -      | 2004 DF21              | 17 de febrer de 2004   | Catalina             | CSS                             |
| 197522 -      | 2004 DS22              | 18 de febrer de 2004   | Socorro              | LINEAR                          |
| 197523 -      | 2004 DQ39              | 23 de febrer de 2004   | Socorro              | LINEAR                          |
| 197524 -      | 2004 DN44              | 16 de febrer de 2004   | Kitt Peak            | Spacewatch                      |
| 197525 -      | 2004 DG65              | 22 de febrer de 2004   | Kitt Peak            | M. W. Buie                      |
| 197526 -      | 2004 EF3               | 10 de març de 2004     | Catalina             | CSS                             |
| 197527 -      | 2004 EL17              | 12 de març de 2004     | Palomar              | NEAT                            |
| 197528 -      | 2004 EM19              | 14 de març de 2004     | Kitt Peak            | Spacewatch                      |
| 197529 -      | 2004 EU26              | 14 de març de 2004     | Kitt Peak            | Spacewatch                      |
| 197530 -      | 2004 EH32              | 15 de març de 2004     | Kitt Peak            | Spacewatch                      |
| 197531 -      | 2004 EL45              | 15 de març de 2004     | Kitt Peak            | Spacewatch                      |
| 197532 -      | 2004 ED57              | 15 de març de 2004     | Palomar              | NEAT                            |
| 197533 -      | 2004 EZ59              | 15 de març de 2004     | Palomar              | NEAT                            |
| 197534 -      | 2004 EL61              | 12 de març de 2004     | Palomar              | NEAT                            |
| 197535 -      | 2004 EH62              | 12 de març de 2004     | Palomar              | NEAT                            |
| 197536 -      | 2004 EJ64              | 14 de març de 2004     | Socorro              | LINEAR                          |
| 197537 -      | 2004 EW71              | 15 de març de 2004     | Kitt Peak            | Spacewatch                      |
| 197538 -      | 2004 EH79              | 15 de març de 2004     | Catalina             | CSS                             |
| 197539 -      | 2004 EJ83              | 14 de març de 2004     | Palomar              | NEAT                            |
| 197540 -      | 2004 EF84              | 14 de març de 2004     | Palomar              | NEAT                            |
| 197541 -      | 2004 EB85              | 15 de març de 2004     | Kitt Peak            | Spacewatch                      |
| 197542 -      | 2004 EU97              | 15 de març de 2004     | Kitt Peak            | Spacewatch                      |
| 197543 -      | 2004 FO2               | 17 de març de 2004     | Socorro              | LINEAR                          |
| 197544 -      | 2004 FP11              | 16 de març de 2004     | Catalina             | CSS                             |
| 197545 -      | 2004 FG12              | 16 de març de 2004     | Catalina             | CSS                             |
| 197546 -      | 2004 FE16              | 23 de març de 2004     | Kitt Peak            | Spacewatch                      |
| 197547 -      | 2004 FR27              | 17 de març de 2004     | Kitt Peak            | Spacewatch                      |
| 197548 -      | 2004 FY30              | 29 de març de 2004     | Socorro              | LINEAR                          |
| 197549 -      | 2004 FW36              | 16 de març de 2004     | Kitt Peak            | Spacewatch                      |
| 197550 -      | 2004 FS46              | 17 de març de 2004     | Socorro              | LINEAR                          |
| 197551 -      | 2004 FZ57              | 17 de març de 2004     | Kitt Peak            | Spacewatch                      |
| 197552 -      | 2004 FC68              | 20 de març de 2004     | Socorro              | LINEAR                          |
| 197553 -      | 2004 FD85              | 18 de març de 2004     | Kitt Peak            | Spacewatch                      |
| 197554 -      | 2004 FB98              | 23 de març de 2004     | Socorro              | LINEAR                          |
| 197555 -      | 2004 FR107             | 22 de març de 2004     | Socorro              | LINEAR                          |
| 197556 -      | 2004 FY115             | 23 de març de 2004     | Socorro              | LINEAR                          |
| 197557 -      | 2004 FC116             | 23 de març de 2004     | Socorro              | LINEAR                          |
| 197558 -      | 2004 FL122             | 26 de març de 2004     | Socorro              | LINEAR                          |
| 197559 -      | 2004 FU125             | 27 de març de 2004     | Socorro              | LINEAR                          |
| 197560 -      | 2004 FH128             | 27 de març de 2004     | Socorro              | LINEAR                          |
| 197561 -      | 2004 FR129             | 19 de març de 2004     | Socorro              | LINEAR                          |
| 197562 -      | 2004 FO140             | 27 de març de 2004     | Anderson Mesa        | LONEOS                          |
| 197563 -      | 2004 FH148             | 22 de març de 2004     | Socorro              | LINEAR                          |
| 197564 -      | 2004 GG2               | 12 d'abril de 2004     | Siding Spring        | SSS                             |
| 197565 -      | 2004 GG9               | 12 d'abril de 2004     | Anderson Mesa        | LONEOS                          |
| 197566 -      | 2004 GC11              | 12 d'abril de 2004     | Kitt Peak            | Spacewatch                      |
| 197567 -      | 2004 GN12              | 9 d'abril de 2004      | Siding Spring        | SSS                             |
| 197568 -      | 2004 GM15              | 14 d'abril de 2004     | Socorro              | LINEAR                          |
| 197569 -      | 2004 GY22              | 12 d'abril de 2004     | Anderson Mesa        | LONEOS                          |
| 197570 -      | 2004 GZ29              | 12 d'abril de 2004     | Palomar              | NEAT                            |
| 197571 -      | 2004 GQ30              | 12 d'abril de 2004     | Anderson Mesa        | LONEOS                          |
| 197572 -      | 2004 GF33              | 12 d'abril de 2004     | Palomar              | NEAT                            |
| 197573 -      | 2004 GP33              | 12 d'abril de 2004     | Kitt Peak            | Spacewatch                      |
| 197574 -      | 2004 GU33              | 12 d'abril de 2004     | Kitt Peak            | Spacewatch                      |
| 197575 -      | 2004 GW36              | 13 d'abril de 2004     | Siding Spring        | SSS                             |
| 197576 -      | 2004 GX40              | 12 d'abril de 2004     | Kitt Peak            | Spacewatch                      |
| 197577 -      | 2004 GF47              | 12 d'abril de 2004     | Kitt Peak            | Spacewatch                      |
| 197578 -      | 2004 GX79              | 12 d'abril de 2004     | Anderson Mesa        | LONEOS                          |
| 197579 -      | 2004 HP                | 16 d'abril de 2004     | Socorro              | LINEAR                          |
| 197580 -      | 2004 HZ1               | 20 d'abril de 2004     | Desert Eagle         | W. K. Y. Yeung                  |
| 197581 -      | 2004 HQ2               | 20 d'abril de 2004     | Socorro              | LINEAR                          |
| 197582 -      | 2004 HP4               | 16 d'abril de 2004     | Socorro              | LINEAR                          |
| 197583 -      | 2004 HX5               | 17 d'abril de 2004     | Socorro              | LINEAR                          |
| 197584 -      | 2004 HJ9               | 17 d'abril de 2004     | Socorro              | LINEAR                          |
| 197585 -      | 2004 HA10              | 17 d'abril de 2004     | Socorro              | LINEAR                          |
| 197586 -      | 2004 HQ11              | 19 d'abril de 2004     | Socorro              | LINEAR                          |
| 197587 -      | 2004 HR11              | 19 d'abril de 2004     | Socorro              | LINEAR                          |
| 197588 -      | 2004 HE12              | 20 d'abril de 2004     | Kitt Peak            | Spacewatch                      |
| 197589 -      | 2004 HC20              | 20 d'abril de 2004     | Socorro              | LINEAR                          |
| 197590 -      | 2004 HT30              | 16 d'abril de 2004     | Socorro              | LINEAR                          |
| 197591 -      | 2004 HQ36              | 22 d'abril de 2004     | Socorro              | LINEAR                          |
| 197592 -      | 2004 HH38              | 23 d'abril de 2004     | Socorro              | LINEAR                          |
| 197593 -      | 2004 HA43              | 20 d'abril de 2004     | Socorro              | LINEAR                          |
| 197594 -      | 2004 HD49              | 22 d'abril de 2004     | Campo Imperatore     | CINEOS                          |
| 197595 -      | 2004 HH60              | 25 d'abril de 2004     | Socorro              | LINEAR                          |
| 197596 -      | 2004 HV61              | 25 d'abril de 2004     | Socorro              | LINEAR                          |
| 197597 -      | 2004 HZ61              | 26 d'abril de 2004     | Anderson Mesa        | LONEOS                          |
| 197598 -      | 2004 HR62              | 25 d'abril de 2004     | Kitt Peak            | Spacewatch                      |
| 197599 -      | 2004 JY2               | 9 de maig de 2004      | Palomar              | NEAT                            |
| 197600 -      | 2004 JC3               | 9 de maig de 2004      | Palomar              | NEAT                            |
| 197601-197700 |                        |                        |                      |                                 |
| 197601 -      | 2004 JE3               | 9 de maig de 2004      | Palomar              | NEAT                            |
| 197602 -      | 2004 JT4               | 11 de maig de 2004     | Anderson Mesa        | LONEOS                          |
| 197603 -      | 2004 JF8               | 10 de maig de 2004     | Kitt Peak            | Spacewatch                      |
| 197604 -      | 2004 JS14              | 9 de maig de 2004      | Kitt Peak            | Spacewatch                      |
| 197605 -      | 2004 JH15              | 10 de maig de 2004     | Palomar              | NEAT                            |
| 197606 -      | 2004 JP16              | 11 de maig de 2004     | Anderson Mesa        | LONEOS                          |
| 197607 -      | 2004 JQ16              | 11 de maig de 2004     | Anderson Mesa        | LONEOS                          |
| 197608 -      | 2004 JR16              | 11 de maig de 2004     | Anderson Mesa        | LONEOS                          |
| 197609 -      | 2004 JY16              | 12 de maig de 2004     | Catalina             | CSS                             |
| 197610 -      | 2004 JR18              | 13 de maig de 2004     | Anderson Mesa        | LONEOS                          |
| 197611 -      | 2004 JJ20              | 14 de maig de 2004     | Socorro              | LINEAR                          |
| 197612 -      | 2004 JM20              | 14 de maig de 2004     | Palomar              | NEAT                            |
| 197613 -      | 2004 JU23              | 14 de maig de 2004     | Kitt Peak            | Spacewatch                      |
| 197614 -      | 2004 JP24              | 15 de maig de 2004     | Socorro              | LINEAR                          |
| 197615 -      | 2004 JQ26              | 15 de maig de 2004     | Socorro              | LINEAR                          |
| 197616 -      | 2004 JG32              | 14 de maig de 2004     | Kitt Peak            | Spacewatch                      |
| 197617 -      | 2004 JD34              | 15 de maig de 2004     | Socorro              | LINEAR                          |
| 197618 -      | 2004 JK34              | 15 de maig de 2004     | Socorro              | LINEAR                          |
| 197619 -      | 2004 JC37              | 13 de maig de 2004     | Palomar              | NEAT                            |
| 197620 -      | 2004 JL39              | 14 de maig de 2004     | Kitt Peak            | Spacewatch                      |
| 197621 -      | 2004 JN40              | 14 de maig de 2004     | Kitt Peak            | Spacewatch                      |
| 197622 -      | 2004 JA41              | 14 de maig de 2004     | Palomar              | NEAT                            |
| 197623 -      | 2004 JY41              | 15 de maig de 2004     | Socorro              | LINEAR                          |
| 197624 -      | 2004 JO43              | 9 de maig de 2004      | Kitt Peak            | Spacewatch                      |
| 197625 -      | 2004 JJ44              | 12 de maig de 2004     | Anderson Mesa        | LONEOS                          |
| 197626 -      | 2004 JM45              | 15 de maig de 2004     | Socorro              | LINEAR                          |
| 197627 -      | 2004 KO                | 16 de maig de 2004     | Socorro              | LINEAR                          |
| 197628 -      | 2004 KS1               | 16 de maig de 2004     | Kitt Peak            | Spacewatch                      |
| 197629 -      | 2004 KH3               | 16 de maig de 2004     | Socorro              | LINEAR                          |
| 197630 -      | 2004 KJ4               | 16 de maig de 2004     | Siding Spring        | SSS                             |
| 197631 -      | 2004 KN8               | 18 de maig de 2004     | Socorro              | LINEAR                          |
| 197632 -      | 2004 KV9               | 19 de maig de 2004     | Socorro              | LINEAR                          |
| 197633 -      | 2004 KD10              | 19 de maig de 2004     | Siding Spring        | SSS                             |
| 197634 -      | 2004 KV10              | 18 de maig de 2004     | Socorro              | LINEAR                          |
| 197635 -      | 2004 KS11              | 20 de maig de 2004     | Kitt Peak            | Spacewatch                      |
| 197636 -      | 2004 KU16              | 27 de maig de 2004     | Kitt Peak            | Spacewatch                      |
| 197637 -      | 2004 KB18              | 16 de maig de 2004     | Siding Spring        | SSS                             |
| 197638 -      | 2004 LM                | 9 de juny de 2004      | Socorro              | LINEAR                          |
| 197639 -      | 2004 LJ2               | 10 de juny de 2004     | Reedy Creek          | J. Broughton                    |
| 197640 -      | 2004 LE8               | 11 de juny de 2004     | Anderson Mesa        | LONEOS                          |
| 197641 -      | 2004 LG8               | 11 de juny de 2004     | Socorro              | LINEAR                          |
| 197642 -      | 2004 LF11              | 10 de juny de 2004     | Campo Imperatore     | CINEOS                          |
| 197643 -      | 2004 LO11              | 12 de juny de 2004     | Siding Spring        | SSS                             |
| 197644 -      | 2004 LD22              | 13 de juny de 2004     | Palomar              | NEAT                            |
| 197645 -      | 2004 LE25              | 15 de juny de 2004     | Socorro              | LINEAR                          |
| 197646 -      | 2004 LK25              | 15 de juny de 2004     | Socorro              | LINEAR                          |
| 197647 -      | 2004 LG28              | 14 de juny de 2004     | Kitt Peak            | Spacewatch                      |
| 197648 -      | 2004 LT29              | 14 de juny de 2004     | Kitt Peak            | Spacewatch                      |
| 197649 -      | 2004 MT                | 16 de juny de 2004     | Socorro              | LINEAR                          |
| 197650 -      | 2004 MH1               | 16 de juny de 2004     | Socorro              | LINEAR                          |
| 197651 -      | 2004 MW1               | 17 de juny de 2004     | Reedy Creek          | J. Broughton                    |
| 197652 -      | 2004 MW6               | 25 de juny de 2004     | Reedy Creek          | J. Broughton                    |
| 197653 -      | 2004 MH8               | 16 de juny de 2004     | Siding Spring        | SSS                             |
| 197654 -      | 2004 NX                | 7 de juliol de 2004    | Campo Imperatore     | CINEOS                          |
| 197655 -      | 2004 NZ                | 7 de juliol de 2004    | Campo Imperatore     | CINEOS                          |
| 197656 -      | 2004 NK1               | 9 de juliol de 2004    | Palomar              | NEAT                            |
| 197657 -      | 2004 NL1               | 9 de juliol de 2004    | Palomar              | NEAT                            |
| 197658 -      | 2004 NM1               | 9 de juliol de 2004    | Palomar              | NEAT                            |
| 197659 -      | 2004 NA2               | 9 de juliol de 2004    | Palomar              | NEAT                            |
| 197660 -      | 2004 NE2               | 9 de juliol de 2004    | Siding Spring        | SSS                             |
| 197661 -      | 2004 NN3               | 12 de juliol de 2004   | Reedy Creek          | J. Broughton                    |
| 197662 -      | 2004 NX3               | 11 de juliol de 2004   | Socorro              | LINEAR                          |
| 197663 -      | 2004 NA5               | 9 de juliol de 2004    | Socorro              | LINEAR                          |
| 197664 -      | 2004 NR5               | 11 de juliol de 2004   | Socorro              | LINEAR                          |
| 197665 -      | 2004 NF6               | 11 de juliol de 2004   | Socorro              | LINEAR                          |
| 197666 -      | 2004 NM6               | 11 de juliol de 2004   | Socorro              | LINEAR                          |
| 197667 -      | 2004 NK10              | 9 de juliol de 2004    | Socorro              | LINEAR                          |
| 197668 -      | 2004 NG12              | 11 de juliol de 2004   | Socorro              | LINEAR                          |
| 197669 -      | 2004 NY13              | 11 de juliol de 2004   | Socorro              | LINEAR                          |
| 197670 -      | 2004 NL14              | 11 de juliol de 2004   | Socorro              | LINEAR                          |
| 197671 -      | 2004 NQ14              | 11 de juliol de 2004   | Socorro              | LINEAR                          |
| 197672 -      | 2004 NB15              | 11 de juliol de 2004   | Socorro              | LINEAR                          |
| 197673 -      | 2004 NJ15              | 11 de juliol de 2004   | Socorro              | LINEAR                          |
| 197674 -      | 2004 NU15              | 11 de juliol de 2004   | Socorro              | LINEAR                          |
| 197675 -      | 2004 NX16              | 11 de juliol de 2004   | Socorro              | LINEAR                          |
| 197676 -      | 2004 NM20              | 14 de juliol de 2004   | Socorro              | LINEAR                          |
| 197677 -      | 2004 NP20              | 14 de juliol de 2004   | Socorro              | LINEAR                          |
| 197678 -      | 2004 NR21              | 15 de juliol de 2004   | Socorro              | LINEAR                          |
| 197679 -      | 2004 NN23              | 14 de juliol de 2004   | Socorro              | LINEAR                          |
| 197680 -      | 2004 NA24              | 14 de juliol de 2004   | Socorro              | LINEAR                          |
| 197681 -      | 2004 NL24              | 14 de juliol de 2004   | Socorro              | LINEAR                          |
| 197682 -      | 2004 NC26              | 11 de juliol de 2004   | Socorro              | LINEAR                          |
| 197683 -      | 2004 NK26              | 11 de juliol de 2004   | Socorro              | LINEAR                          |
| 197684 -      | 2004 NL27              | 11 de juliol de 2004   | Socorro              | LINEAR                          |
| 197685 -      | 2004 NQ27              | 11 de juliol de 2004   | Socorro              | LINEAR                          |
| 197686 -      | 2004 NK28              | 11 de juliol de 2004   | Socorro              | LINEAR                          |
| 197687 -      | 2004 NJ29              | 14 de juliol de 2004   | Socorro              | LINEAR                          |
| 197688 -      | 2004 NU30              | 9 de juliol de 2004    | Anderson Mesa        | LONEOS                          |
| 197689 -      | 2004 NO31              | 3 de juliol de 2004    | Anderson Mesa        | LONEOS                          |
| 197690 -      | 2004 OE2               | 16 de juliol de 2004   | Socorro              | LINEAR                          |
| 197691 -      | 2004 OB3               | 16 de juliol de 2004   | Socorro              | LINEAR                          |
| 197692 -      | 2004 OJ3               | 16 de juliol de 2004   | Socorro              | LINEAR                          |
| 197693 -      | 2004 OF4               | 17 de juliol de 2004   | Reedy Creek          | J. Broughton                    |
| 197694 -      | 2004 OP4               | 16 de juliol de 2004   | Socorro              | LINEAR                          |
| 197695 -      | 2004 OV4               | 16 de juliol de 2004   | Socorro              | LINEAR                          |
| 197696 -      | 2004 OW4               | 16 de juliol de 2004   | Socorro              | LINEAR                          |
| 197697 -      | 2004 OC5               | 16 de juliol de 2004   | Socorro              | LINEAR                          |
| 197698 -      | 2004 OE6               | 16 de juliol de 2004   | Socorro              | LINEAR                          |
| 197699 -      | 2004 ON7               | 16 de juliol de 2004   | Socorro              | LINEAR                          |
| 197700 -      | 2004 OV7               | 16 de juliol de 2004   | Socorro              | LINEAR                          |
| 197701-197800 |                        |                        |                      |                                 |
| 197701 -      | 2004 OS8               | 17 de juliol de 2004   | Socorro              | LINEAR                          |
| 197702 -      | 2004 OB9               | 19 de juliol de 2004   | Anderson Mesa        | LONEOS                          |
| 197703 -      | 2004 OL9               | 19 de juliol de 2004   | Reedy Creek          | J. Broughton                    |
| 197704 -      | 2004 OQ9               | 20 de juliol de 2004   | Reedy Creek          | J. Broughton                    |
| 197705 -      | 2004 OV11              | 27 de juliol de 2004   | Socorro              | LINEAR                          |
| 197706 -      | 2004 PH                | 5 d'agost de 2004      | Palomar              | NEAT                            |
| 197707 -      | 2004 PN                | 5 d'agost de 2004      | Palomar              | NEAT                            |
| 197708 -      | 2004 PQ1               | 8 d'agost de 2004      | Needville            | J. Dellinger                    |
| 197709 -      | 2004 PE2               | 6 d'agost de 2004      | Reedy Creek          | J. Broughton                    |
| 197710 -      | 2004 PU2               | 8 d'agost de 2004      | Socorro              | LINEAR                          |
| 197711 -      | 2004 PB3               | 3 d'agost de 2004      | Siding Spring        | SSS                             |
| 197712 -      | 2004 PS3               | 3 d'agost de 2004      | Siding Spring        | SSS                             |
| 197713 -      | 2004 PZ3               | 3 d'agost de 2004      | Siding Spring        | SSS                             |
| 197714 -      | 2004 PR4               | 5 d'agost de 2004      | Palomar              | NEAT                            |
| 197715 -      | 2004 PS7               | 6 d'agost de 2004      | Palomar              | NEAT                            |
| 197716 -      | 2004 PV7               | 6 d'agost de 2004      | Palomar              | NEAT                            |
| 197717 -      | 2004 PE8               | 6 d'agost de 2004      | Palomar              | NEAT                            |
| 197718 -      | 2004 PM8               | 6 d'agost de 2004      | Palomar              | NEAT                            |
| 197719 -      | 2004 PR8               | 6 d'agost de 2004      | Palomar              | NEAT                            |
| 197720 -      | 2004 PD13              | 7 d'agost de 2004      | Palomar              | NEAT                            |
| 197721 -      | 2004 PB14              | 7 d'agost de 2004      | Palomar              | NEAT                            |
| 197722 -      | 2004 PG14              | 7 d'agost de 2004      | Palomar              | NEAT                            |
| 197723 -      | 2004 PE15              | 7 d'agost de 2004      | Palomar              | NEAT                            |
| 197724 -      | 2004 PF16              | 7 d'agost de 2004      | Palomar              | NEAT                            |
| 197725 -      | 2004 PC17              | 8 d'agost de 2004      | Campo Imperatore     | CINEOS                          |
| 197726 -      | 2004 PR17              | 8 d'agost de 2004      | Socorro              | LINEAR                          |
| 197727 -      | 2004 PS17              | 8 d'agost de 2004      | Socorro              | LINEAR                          |
| 197728 -      | 2004 PH19              | 8 d'agost de 2004      | Anderson Mesa        | LONEOS                          |
| 197729 -      | 2004 PJ19              | 8 d'agost de 2004      | Anderson Mesa        | LONEOS                          |
| 197730 -      | 2004 PP19              | 8 d'agost de 2004      | Anderson Mesa        | LONEOS                          |
| 197731 -      | 2004 PR19              | 8 d'agost de 2004      | Anderson Mesa        | LONEOS                          |
| 197732 -      | 2004 PM21              | 7 d'agost de 2004      | Palomar              | NEAT                            |
| 197733 -      | 2004 PJ22              | 8 d'agost de 2004      | Socorro              | LINEAR                          |
| 197734 -      | 2004 PR23              | 8 d'agost de 2004      | Socorro              | LINEAR                          |
| 197735 -      | 2004 PN24              | 8 d'agost de 2004      | Socorro              | LINEAR                          |
| 197736 -      | 2004 PO24              | 8 d'agost de 2004      | Socorro              | LINEAR                          |
| 197737 -      | 2004 PQ24              | 8 d'agost de 2004      | Socorro              | LINEAR                          |
| 197738 -      | 2004 PR24              | 8 d'agost de 2004      | Socorro              | LINEAR                          |
| 197739 -      | 2004 PU24              | 8 d'agost de 2004      | Socorro              | LINEAR                          |
| 197740 -      | 2004 PC25              | 8 d'agost de 2004      | Socorro              | LINEAR                          |
| 197741 -      | 2004 PU25              | 8 d'agost de 2004      | Socorro              | LINEAR                          |
| 197742 -      | 2004 PD27              | 8 d'agost de 2004      | Reedy Creek          | J. Broughton                    |
| 197743 -      | 2004 PN27              | 9 d'agost de 2004      | Reedy Creek          | J. Broughton                    |
| 197744 -      | 2004 PA28              | 5 d'agost de 2004      | Palomar              | NEAT                            |
| 197745 -      | 2004 PP29              | 7 d'agost de 2004      | Palomar              | NEAT                            |
| 197746 -      | 2004 PN30              | 8 d'agost de 2004      | Socorro              | LINEAR                          |
| 197747 -      | 2004 PW30              | 8 d'agost de 2004      | Socorro              | LINEAR                          |
| 197748 -      | 2004 PR31              | 8 d'agost de 2004      | Socorro              | LINEAR                          |
| 197749 -      | 2004 PW31              | 8 d'agost de 2004      | Socorro              | LINEAR                          |
| 197750 -      | 2004 PY31              | 8 d'agost de 2004      | Socorro              | LINEAR                          |
| 197751 -      | 2004 PK32              | 8 d'agost de 2004      | Socorro              | LINEAR                          |
| 197752 -      | 2004 PE33              | 8 d'agost de 2004      | Socorro              | LINEAR                          |
| 197753 -      | 2004 PM33              | 8 d'agost de 2004      | Socorro              | LINEAR                          |
| 197754 -      | 2004 PX33              | 8 d'agost de 2004      | Anderson Mesa        | LONEOS                          |
| 197755 -      | 2004 PY33              | 8 d'agost de 2004      | Anderson Mesa        | LONEOS                          |
| 197756 -      | 2004 PJ34              | 8 d'agost de 2004      | Anderson Mesa        | LONEOS                          |
| 197757 -      | 2004 PL34              | 8 d'agost de 2004      | Anderson Mesa        | LONEOS                          |
| 197758 -      | 2004 PO34              | 8 d'agost de 2004      | Anderson Mesa        | LONEOS                          |
| 197759 -      | 2004 PU34              | 8 d'agost de 2004      | Anderson Mesa        | LONEOS                          |
| 197760 -      | 2004 PV34              | 8 d'agost de 2004      | Anderson Mesa        | LONEOS                          |
| 197761 -      | 2004 PC35              | 8 d'agost de 2004      | Anderson Mesa        | LONEOS                          |
| 197762 -      | 2004 PG35              | 8 d'agost de 2004      | Anderson Mesa        | LONEOS                          |
| 197763 -      | 2004 PK35              | 8 d'agost de 2004      | Anderson Mesa        | LONEOS                          |
| 197764 -      | 2004 PP35              | 8 d'agost de 2004      | Anderson Mesa        | LONEOS                          |
| 197765 -      | 2004 PB38              | 9 d'agost de 2004      | Socorro              | LINEAR                          |
| 197766 -      | 2004 PE38              | 9 d'agost de 2004      | Socorro              | LINEAR                          |
| 197767 -      | 2004 PD39              | 9 d'agost de 2004      | Anderson Mesa        | LONEOS                          |
| 197768 -      | 2004 PT39              | 9 d'agost de 2004      | Anderson Mesa        | LONEOS                          |
| 197769 -      | 2004 PX39              | 9 d'agost de 2004      | Socorro              | LINEAR                          |
| 197770 -      | 2004 PG40              | 9 d'agost de 2004      | Socorro              | LINEAR                          |
| 197771 -      | 2004 PE42              | 9 d'agost de 2004      | Socorro              | LINEAR                          |
| 197772 -      | 2004 PG45              | 7 d'agost de 2004      | Palomar              | NEAT                            |
| 197773 -      | 2004 PJ45              | 7 d'agost de 2004      | Palomar              | NEAT                            |
| 197774 -      | 2004 PN45              | 7 d'agost de 2004      | Palomar              | NEAT                            |
| 197775 -      | 2004 PR45              | 7 d'agost de 2004      | Palomar              | NEAT                            |
| 197776 -      | 2004 PS45              | 7 d'agost de 2004      | Palomar              | NEAT                            |
| 197777 -      | 2004 PW45              | 7 d'agost de 2004      | Siding Spring        | SSS                             |
| 197778 -      | 2004 PJ46              | 7 d'agost de 2004      | Campo Imperatore     | CINEOS                          |
| 197779 -      | 2004 PO46              | 7 d'agost de 2004      | Campo Imperatore     | CINEOS                          |
| 197780 -      | 2004 PW46              | 8 d'agost de 2004      | Campo Imperatore     | CINEOS                          |
| 197781 -      | 2004 PZ47              | 8 d'agost de 2004      | Socorro              | LINEAR                          |
| 197782 -      | 2004 PA48              | 8 d'agost de 2004      | Socorro              | LINEAR                          |
| 197783 -      | 2004 PR48              | 8 d'agost de 2004      | Socorro              | LINEAR                          |
| 197784 -      | 2004 PA50              | 8 d'agost de 2004      | Socorro              | LINEAR                          |
| 197785 -      | 2004 PK50              | 8 d'agost de 2004      | Socorro              | LINEAR                          |
| 197786 -      | 2004 PU50              | 8 d'agost de 2004      | Socorro              | LINEAR                          |
| 197787 -      | 2004 PN51              | 8 d'agost de 2004      | Socorro              | LINEAR                          |
| 197788 -      | 2004 PR51              | 8 d'agost de 2004      | Socorro              | LINEAR                          |
| 197789 -      | 2004 PN52              | 8 d'agost de 2004      | Socorro              | LINEAR                          |
| 197790 -      | 2004 PP54              | 8 d'agost de 2004      | Anderson Mesa        | LONEOS                          |
| 197791 -      | 2004 PP55              | 8 d'agost de 2004      | Anderson Mesa        | LONEOS                          |
| 197792 -      | 2004 PQ57              | 9 d'agost de 2004      | Socorro              | LINEAR                          |
| 197793 -      | 2004 PB58              | 9 d'agost de 2004      | Socorro              | LINEAR                          |
| 197794 -      | 2004 PK58              | 9 d'agost de 2004      | Socorro              | LINEAR                          |
| 197795 -      | 2004 PG60              | 9 d'agost de 2004      | Anderson Mesa        | LONEOS                          |
| 197796 -      | 2004 PJ60              | 9 d'agost de 2004      | Anderson Mesa        | LONEOS                          |
| 197797 -      | 2004 PA61              | 9 d'agost de 2004      | Anderson Mesa        | LONEOS                          |
| 197798 -      | 2004 PX61              | 9 d'agost de 2004      | Socorro              | LINEAR                          |
| 197799 -      | 2004 PD63              | 10 d'agost de 2004     | Socorro              | LINEAR                          |
| 197800 -      | 2004 PU64              | 10 d'agost de 2004     | Socorro              | LINEAR                          |
| 197801-197900 |                        |                        |                      |                                 |
| 197801 -      | 2004 PR65              | 10 d'agost de 2004     | Siding Spring        | SSS                             |
| 197802 -      | 2004 PG66              | 10 d'agost de 2004     | Socorro              | LINEAR                          |
| 197803 -      | 2004 PH67              | 5 d'agost de 2004      | Palomar              | NEAT                            |
| 197804 -      | 2004 PB68              | 6 d'agost de 2004      | Palomar              | NEAT                            |
| 197805 -      | 2004 PY68              | 7 d'agost de 2004      | Palomar              | NEAT                            |
| 197806 -      | 2004 PZ68              | 7 d'agost de 2004      | Palomar              | NEAT                            |
| 197807 -      | 2004 PH69              | 7 d'agost de 2004      | Palomar              | NEAT                            |
| 197808 -      | 2004 PN70              | 8 d'agost de 2004      | Campo Imperatore     | CINEOS                          |
| 197809 -      | 2004 PU71              | 8 d'agost de 2004      | Socorro              | LINEAR                          |
| 197810 -      | 2004 PX72              | 8 d'agost de 2004      | Socorro              | LINEAR                          |
| 197811 -      | 2004 PN73              | 8 d'agost de 2004      | Socorro              | LINEAR                          |
| 197812 -      | 2004 PR73              | 8 d'agost de 2004      | Socorro              | LINEAR                          |
| 197813 -      | 2004 PK74              | 8 d'agost de 2004      | Socorro              | LINEAR                          |
| 197814 -      | 2004 PQ74              | 8 d'agost de 2004      | Socorro              | LINEAR                          |
| 197815 -      | 2004 PJ75              | 8 d'agost de 2004      | Anderson Mesa        | LONEOS                          |
| 197816 -      | 2004 PO76              | 9 d'agost de 2004      | Anderson Mesa        | LONEOS                          |
| 197817 -      | 2004 PW77              | 9 d'agost de 2004      | Socorro              | LINEAR                          |
| 197818 -      | 2004 PX77              | 9 d'agost de 2004      | Socorro              | LINEAR                          |
| 197819 -      | 2004 PZ78              | 9 d'agost de 2004      | Socorro              | LINEAR                          |
| 197820 -      | 2004 PE79              | 9 d'agost de 2004      | Socorro              | LINEAR                          |
| 197821 -      | 2004 PZ79              | 9 d'agost de 2004      | Anderson Mesa        | LONEOS                          |
| 197822 -      | 2004 PN80              | 9 d'agost de 2004      | Socorro              | LINEAR                          |
| 197823 -      | 2004 PD81              | 10 d'agost de 2004     | Socorro              | LINEAR                          |
| 197824 -      | 2004 PU81              | 10 d'agost de 2004     | Socorro              | LINEAR                          |
| 197825 -      | 2004 PL82              | 10 d'agost de 2004     | Socorro              | LINEAR                          |
| 197826 -      | 2004 PL84              | 10 d'agost de 2004     | Socorro              | LINEAR                          |
| 197827 -      | 2004 PT88              | 8 d'agost de 2004      | Palomar              | NEAT                            |
| 197828 -      | 2004 PE91              | 11 d'agost de 2004     | Socorro              | LINEAR                          |
| 197829 -      | 2004 PT91              | 12 d'agost de 2004     | Socorro              | LINEAR                          |
| 197830 -      | 2004 PC92              | 12 d'agost de 2004     | Socorro              | LINEAR                          |
| 197831 -      | 2004 PV94              | 10 d'agost de 2004     | Campo Imperatore     | CINEOS                          |
| 197832 -      | 2004 PW94              | 11 d'agost de 2004     | Socorro              | LINEAR                          |
| 197833 -      | 2004 PN95              | 12 d'agost de 2004     | Socorro              | LINEAR                          |
| 197834 -      | 2004 PR95              | 13 d'agost de 2004     | Reedy Creek          | J. Broughton                    |
| 197835 -      | 2004 PZ95              | 10 d'agost de 2004     | Socorro              | LINEAR                          |
| 197836 -      | 2004 PL96              | 11 d'agost de 2004     | Socorro              | LINEAR                          |
| 197837 -      | 2004 PW98              | 8 d'agost de 2004      | Socorro              | LINEAR                          |
| 197838 -      | 2004 PF99              | 9 d'agost de 2004      | Socorro              | LINEAR                          |
| 197839 -      | 2004 PN99              | 10 d'agost de 2004     | Palomar              | NEAT                            |
| 197840 -      | 2004 PY100             | 11 d'agost de 2004     | Socorro              | LINEAR                          |
| 197841 -      | 2004 PL104             | 13 d'agost de 2004     | Palomar              | NEAT                            |
| 197842 -      | 2004 PH107             | 15 d'agost de 2004     | Palomar              | NEAT                            |
| 197843 -      | 2004 PK109             | 12 d'agost de 2004     | Campo Imperatore     | CINEOS                          |
| 197844 -      | 2004 PJ110             | 12 d'agost de 2004     | Socorro              | LINEAR                          |
| 197845 -      | 2004 PU110             | 14 d'agost de 2004     | Cerro Tololo         | M. W. Buie                      |
| 197846 -      | 2004 PU112             | 8 d'agost de 2004      | Palomar              | NEAT                            |
| 197847 -      | 2004 QJ2               | 19 d'agost de 2004     | Reedy Creek          | J. Broughton                    |
| 197848 -      | 2004 QQ2               | 20 d'agost de 2004     | Kitt Peak            | Spacewatch                      |
| 197849 -      | 2004 QG3               | 20 d'agost de 2004     | Reedy Creek          | J. Broughton                    |
| 197850 -      | 2004 QL3               | 21 d'agost de 2004     | Reedy Creek          | J. Broughton                    |
| 197851 -      | 2004 QB5               | 21 d'agost de 2004     | Reedy Creek          | J. Broughton                    |
| 197852 -      | 2004 QZ6               | 21 d'agost de 2004     | Reedy Creek          | J. Broughton                    |
| 197853 -      | 2004 QA7               | 22 d'agost de 2004     | Reedy Creek          | J. Broughton                    |
| 197854 -      | 2004 QZ10              | 21 d'agost de 2004     | Siding Spring        | SSS                             |
| 197855 -      | 2004 QK11              | 21 d'agost de 2004     | Siding Spring        | SSS                             |
| 197856 -      | 2004 QH16              | 21 d'agost de 2004     | Mauna Kea            | D. D. Balam                     |
| 197857 -      | 2004 QX18              | 21 d'agost de 2004     | Catalina             | CSS                             |
| 197858 -      | 2004 QT19              | 25 d'agost de 2004     | Kitt Peak            | Spacewatch                      |
| 197859 -      | 2004 QH22              | 25 d'agost de 2004     | Socorro              | LINEAR                          |
| 197860 -      | 2004 QO25              | 26 d'agost de 2004     | Anderson Mesa        | LONEOS                          |
| 197861 -      | 2004 QS25              | 26 d'agost de 2004     | Siding Spring        | SSS                             |
| 197862 -      | 2004 RB1               | 4 de setembre de 2004  | Needville            | Needville                       |
| 197863 -      | 2004 RF1               | 3 de setembre de 2004  | Palomar              | NEAT                            |
| 197864 -      | 2004 RQ1               | 5 de setembre de 2004  | Vicques              | M. Ory                          |
| 197865 -      | 2004 RU4               | 4 de setembre de 2004  | Palomar              | NEAT                            |
| 197866 -      | 2004 RM5               | 4 de setembre de 2004  | Palomar              | NEAT                            |
| 197867 -      | 2004 RS5               | 4 de setembre de 2004  | Palomar              | NEAT                            |
| 197868 -      | 2004 RQ6               | 5 de setembre de 2004  | Palomar              | NEAT                            |
| 197869 -      | 2004 RZ7               | 6 de setembre de 2004  | Saint-Véran          | Saint-Véran                     |
| 197870 -      | 2004 RC8               | 6 de setembre de 2004  | Vicques              | M. Ory                          |
| 197871 -      | 2004 RD8               | 6 de setembre de 2004  | Kleť                 | M. Tichý                        |
| 197872 -      | 2004 RK8               | 6 de setembre de 2004  | Ottmarsheim          | C. Rinner                       |
| 197873 -      | 2004 RB9               | 6 de setembre de 2004  | Goodricke-Pigott     | Goodricke-Pigott                |
| 197874 -      | 2004 RG11              | 6 de setembre de 2004  | Siding Spring        | SSS                             |
| 197875 -      | 2004 RN13              | 6 de setembre de 2004  | Needville            | Needville                       |
| 197876 -      | 2004 RT13              | 6 de setembre de 2004  | Needville            | Needville                       |
| 197877 -      | 2004 RF14              | 6 de setembre de 2004  | Siding Spring        | SSS                             |
| 197878 -      | 2004 RJ14              | 6 de setembre de 2004  | Siding Spring        | SSS                             |
| 197879 -      | 2004 RD15              | 6 de setembre de 2004  | Siding Spring        | SSS                             |
| 197880 -      | 2004 RU15              | 7 de setembre de 2004  | Socorro              | LINEAR                          |
| 197881 -      | 2004 RY15              | 7 de setembre de 2004  | Socorro              | LINEAR                          |
| 197882 -      | 2004 RL16              | 7 de setembre de 2004  | Socorro              | LINEAR                          |
| 197883 -      | 2004 RO16              | 7 de setembre de 2004  | Socorro              | LINEAR                          |
| 197884 -      | 2004 RL21              | 7 de setembre de 2004  | Kitt Peak            | Spacewatch                      |
| 197885 -      | 2004 RX21              | 7 de setembre de 2004  | Kitt Peak            | Spacewatch                      |
| 197886 -      | 2004 RB22              | 7 de setembre de 2004  | Kitt Peak            | Spacewatch                      |
| 197887 -      | 2004 RQ22              | 7 de setembre de 2004  | Kitt Peak            | Spacewatch                      |
| 197888 -      | 2004 RR22              | 7 de setembre de 2004  | Kitt Peak            | Spacewatch                      |
| 197889 -      | 2004 RV22              | 7 de setembre de 2004  | Kitt Peak            | Spacewatch                      |
| 197890 -      | 2004 RB23              | 7 de setembre de 2004  | Kitt Peak            | Spacewatch                      |
| 197891 -      | 2004 RR23              | 8 de setembre de 2004  | Uccle                | T. Pauwels                      |
| 197892 -      | 2004 RD25              | 8 de setembre de 2004  | Drebach              | J. Kandler                      |
| 197893 -      | 2004 RZ29              | 7 de setembre de 2004  | Socorro              | LINEAR                          |
| 197894 -      | 2004 RJ30              | 7 de setembre de 2004  | Socorro              | LINEAR                          |
| 197895 -      | 2004 RS30              | 7 de setembre de 2004  | Socorro              | LINEAR                          |
| 197896 -      | 2004 RO31              | 7 de setembre de 2004  | Socorro              | LINEAR                          |
| 197897 -      | 2004 RR31              | 7 de setembre de 2004  | Socorro              | LINEAR                          |
| 197898 -      | 2004 RS32              | 7 de setembre de 2004  | Socorro              | LINEAR                          |
| 197899 -      | 2004 RV32              | 7 de setembre de 2004  | Socorro              | LINEAR                          |
| 197900 -      | 2004 RH36              | 7 de setembre de 2004  | Socorro              | LINEAR                          |
| 197901-198000 |                        |                        |                      |                                 |
| 197901 -      | 2004 RK38              | 7 de setembre de 2004  | Socorro              | LINEAR                          |
| 197902 -      | 2004 RL38              | 7 de setembre de 2004  | Socorro              | LINEAR                          |
| 197903 -      | 2004 RL39              | 7 de setembre de 2004  | Kitt Peak            | Spacewatch                      |
| 197904 -      | 2004 RM39              | 7 de setembre de 2004  | Kitt Peak            | Spacewatch                      |
| 197905 -      | 2004 RY41              | 7 de setembre de 2004  | Kitt Peak            | Spacewatch                      |
| 197906 -      | 2004 RB42              | 7 de setembre de 2004  | Kitt Peak            | Spacewatch                      |
| 197907 -      | 2004 RD42              | 7 de setembre de 2004  | Kitt Peak            | Spacewatch                      |
| 197908 -      | 2004 RC43              | 8 de setembre de 2004  | Socorro              | LINEAR                          |
| 197909 -      | 2004 RH43              | 8 de setembre de 2004  | Socorro              | LINEAR                          |
| 197910 -      | 2004 RG45              | 8 de setembre de 2004  | Socorro              | LINEAR                          |
| 197911 -      | 2004 RK46              | 8 de setembre de 2004  | Socorro              | LINEAR                          |
| 197912 -      | 2004 RQ46              | 8 de setembre de 2004  | Socorro              | LINEAR                          |
| 197913 -      | 2004 RT47              | 8 de setembre de 2004  | Socorro              | LINEAR                          |
| 197914 -      | 2004 RP48              | 8 de setembre de 2004  | Socorro              | LINEAR                          |
| 197915 -      | 2004 RK49              | 8 de setembre de 2004  | Socorro              | LINEAR                          |
| 197916 -      | 2004 RU49              | 8 de setembre de 2004  | Socorro              | LINEAR                          |
| 197917 -      | 2004 RB51              | 8 de setembre de 2004  | Socorro              | LINEAR                          |
| 197918 -      | 2004 RO51              | 8 de setembre de 2004  | Socorro              | LINEAR                          |
| 197919 -      | 2004 RZ51              | 8 de setembre de 2004  | Socorro              | LINEAR                          |
| 197920 -      | 2004 RL52              | 8 de setembre de 2004  | Socorro              | LINEAR                          |
| 197921 -      | 2004 RQ53              | 8 de setembre de 2004  | Socorro              | LINEAR                          |
| 197922 -      | 2004 RA54              | 8 de setembre de 2004  | Socorro              | LINEAR                          |
| 197923 -      | 2004 RO54              | 8 de setembre de 2004  | Socorro              | LINEAR                          |
| 197924 -      | 2004 RQ54              | 8 de setembre de 2004  | Socorro              | LINEAR                          |
| 197925 -      | 2004 RK56              | 8 de setembre de 2004  | Socorro              | LINEAR                          |
| 197926 -      | 2004 RZ57              | 8 de setembre de 2004  | Socorro              | LINEAR                          |
| 197927 -      | 2004 RW59              | 8 de setembre de 2004  | Socorro              | LINEAR                          |
| 197928 -      | 2004 RE60              | 8 de setembre de 2004  | Socorro              | LINEAR                          |
| 197929 -      | 2004 RN60              | 8 de setembre de 2004  | Socorro              | LINEAR                          |
| 197930 -      | 2004 RJ61              | 8 de setembre de 2004  | Socorro              | LINEAR                          |
| 197931 -      | 2004 RQ62              | 8 de setembre de 2004  | Socorro              | LINEAR                          |
| 197932 -      | 2004 RV64              | 8 de setembre de 2004  | Socorro              | LINEAR                          |
| 197933 -      | 2004 RV66              | 8 de setembre de 2004  | Socorro              | LINEAR                          |
| 197934 -      | 2004 RC67              | 8 de setembre de 2004  | Socorro              | LINEAR                          |
| 197935 -      | 2004 RW67              | 8 de setembre de 2004  | Socorro              | LINEAR                          |
| 197936 -      | 2004 RK68              | 8 de setembre de 2004  | Socorro              | LINEAR                          |
| 197937 -      | 2004 RG69              | 8 de setembre de 2004  | Socorro              | LINEAR                          |
| 197938 -      | 2004 RF70              | 8 de setembre de 2004  | Socorro              | LINEAR                          |
| 197939 -      | 2004 RR70              | 8 de setembre de 2004  | Socorro              | LINEAR                          |
| 197940 -      | 2004 RT70              | 8 de setembre de 2004  | Socorro              | LINEAR                          |
| 197941 -      | 2004 RH71              | 8 de setembre de 2004  | Socorro              | LINEAR                          |
| 197942 -      | 2004 RD72              | 8 de setembre de 2004  | Socorro              | LINEAR                          |
| 197943 -      | 2004 RO72              | 8 de setembre de 2004  | Socorro              | LINEAR                          |
| 197944 -      | 2004 RA74              | 8 de setembre de 2004  | Socorro              | LINEAR                          |
| 197945 -      | 2004 RE74              | 8 de setembre de 2004  | Socorro              | LINEAR                          |
| 197946 -      | 2004 RY75              | 8 de setembre de 2004  | Socorro              | LINEAR                          |
| 197947 -      | 2004 RZ80              | 8 de setembre de 2004  | Socorro              | LINEAR                          |
| 197948 -      | 2004 RX81              | 8 de setembre de 2004  | Palomar              | NEAT                            |
| 197949 -      | 2004 RC82              | 9 de setembre de 2004  | Socorro              | LINEAR                          |
| 197950 -      | 2004 RC83              | 9 de setembre de 2004  | Socorro              | LINEAR                          |
| 197951 -      | 2004 RR83              | 9 de setembre de 2004  | Kitt Peak            | Spacewatch                      |
| 197952 -      | 2004 RA84              | 9 de setembre de 2004  | Kleť                 | Kleť                            |
| 197953 -      | 2004 RN85              | 9 de setembre de 2004  | Hormersdorf          | J. Lorenz                       |
| 197954 -      | 2004 RF86              | 7 de setembre de 2004  | Socorro              | LINEAR                          |
| 197955 -      | 2004 RS87              | 7 de setembre de 2004  | Palomar              | NEAT                            |
| 197956 -      | 2004 RZ89              | 8 de setembre de 2004  | Socorro              | LINEAR                          |
| 197957 -      | 2004 RV94              | 8 de setembre de 2004  | Socorro              | LINEAR                          |
| 197958 -      | 2004 RA95              | 8 de setembre de 2004  | Socorro              | LINEAR                          |
| 197959 -      | 2004 RD97              | 8 de setembre de 2004  | Palomar              | NEAT                            |
| 197960 -      | 2004 RR97              | 8 de setembre de 2004  | Socorro              | LINEAR                          |
| 197961 -      | 2004 RB98              | 8 de setembre de 2004  | Socorro              | LINEAR                          |
| 197962 -      | 2004 RT99              | 8 de setembre de 2004  | Socorro              | LINEAR                          |
| 197963 -      | 2004 RP102             | 8 de setembre de 2004  | Socorro              | LINEAR                          |
| 197964 -      | 2004 RF103             | 8 de setembre de 2004  | Palomar              | NEAT                            |
| 197965 -      | 2004 RR103             | 8 de setembre de 2004  | Palomar              | NEAT                            |
| 197966 -      | 2004 RX105             | 8 de setembre de 2004  | Palomar              | NEAT                            |
| 197967 -      | 2004 RV106             | 8 de setembre de 2004  | Campo Imperatore     | CINEOS                          |
| 197968 -      | 2004 RV108             | 9 de setembre de 2004  | Kitt Peak            | Spacewatch                      |
| 197969 -      | 2004 RW108             | 9 de setembre de 2004  | Kitt Peak            | Spacewatch                      |
| 197970 -      | 2004 RZ109             | 11 de setembre de 2004 | Socorro              | LINEAR                          |
| 197971 -      | 2004 RW110             | 11 de setembre de 2004 | Goodricke-Pigott     | R. A. Tucker                    |
| 197972 -      | 2004 RZ112             | 6 de setembre de 2004  | Socorro              | LINEAR                          |
| 197973 -      | 2004 RB132             | 7 de setembre de 2004  | Kitt Peak            | Spacewatch                      |
| 197974 -      | 2004 RM135             | 7 de setembre de 2004  | Kitt Peak            | Spacewatch                      |
| 197975 -      | 2004 RY137             | 8 de setembre de 2004  | Socorro              | LINEAR                          |
| 197976 -      | 2004 RX139             | 8 de setembre de 2004  | Socorro              | LINEAR                          |
| 197977 -      | 2004 RF141             | 8 de setembre de 2004  | Socorro              | LINEAR                          |
| 197978 -      | 2004 RU141             | 8 de setembre de 2004  | Socorro              | LINEAR                          |
| 197979 -      | 2004 RV144             | 9 de setembre de 2004  | Socorro              | LINEAR                          |
| 197980 -      | 2004 RW144             | 9 de setembre de 2004  | Socorro              | LINEAR                          |
| 197981 -      | 2004 RG145             | 9 de setembre de 2004  | Socorro              | LINEAR                          |
| 197982 -      | 2004 RW146             | 9 de setembre de 2004  | Socorro              | LINEAR                          |
| 197983 -      | 2004 RP147             | 9 de setembre de 2004  | Socorro              | LINEAR                          |
| 197984 -      | 2004 RW149             | 9 de setembre de 2004  | Socorro              | LINEAR                          |
| 197985 -      | 2004 RC150             | 9 de setembre de 2004  | Socorro              | LINEAR                          |
| 197986 -      | 2004 RM151             | 9 de setembre de 2004  | Socorro              | LINEAR                          |
| 197987 -      | 2004 RT151             | 9 de setembre de 2004  | Socorro              | LINEAR                          |
| 197988 -      | 2004 RR155             | 10 de setembre de 2004 | Socorro              | LINEAR                          |
| 197989 -      | 2004 RC156             | 10 de setembre de 2004 | Socorro              | LINEAR                          |
| 197990 -      | 2004 RT156             | 10 de setembre de 2004 | Socorro              | LINEAR                          |
| 197991 -      | 2004 RS158             | 10 de setembre de 2004 | Socorro              | LINEAR                          |
| 197992 -      | 2004 RH159             | 10 de setembre de 2004 | Socorro              | LINEAR                          |
| 197993 -      | 2004 RQ163             | 9 de setembre de 2004  | Socorro              | LINEAR                          |
| 197994 -      | 2004 RG165             | 11 de setembre de 2004 | Socorro              | LINEAR                          |
| 197995 -      | 2004 RD167             | 7 de setembre de 2004  | Socorro              | LINEAR                          |
| 197996 -      | 2004 RT170             | 8 de setembre de 2004  | Palomar              | NEAT                            |
| 197997 -      | 2004 RC171             | 9 de setembre de 2004  | Socorro              | LINEAR                          |
| 197998 -      | 2004 RO171             | 9 de setembre de 2004  | Socorro              | LINEAR                          |
| 197999 -      | 2004 RP177             | 10 de setembre de 2004 | Socorro              | LINEAR                          |
| 198000 -      | 2004 RS177             | 10 de setembre de 2004 | Socorro              | LINEAR                          |